# Список міст, де проходив пісенний конкурс Євробачення

Міста, які приймали Євробачення

Київський Палац спорту приймав Євробачення 2005 року

Нижче наведено список міст і місць проведення пісенного конкурсу Євробачення.

## Хронологічно
| Рік        | Країна          | Місто              | Місце проведення                       |
| ---------- | --------------- | ------------------ | -------------------------------------- |
| 1956       | Швейцарія       | Лугано             | Teatro Kursaal                         |
| 1957       | Німеччина       | Франкфурт-на-Майні | Großer Sendesaal                       |
| 1958       | Нідерланди      | Гілверсум          | AVRO Studio                            |
| 1959       | Франція         | Канни              | Palais des Festivals                   |
| 1960       | Велика Британія | Лондон             | Royal Festival Hall                    |
| 1961       | Франція         | Канни              | Palais des Festivals                   |
| 1962       | Люксембург      | Люксембург         | Villa Louvigny                         |
| 1963       | Велика Британія | Лондон             | BBC Television Centre                  |
| 1964       | Данія           | Копенгаген         | Tivolis Koncertsal                     |
| 1965       | Італія          | Неаполь            | Sala di Concerto della RAI             |
| 1966       | Люксембург      | Люксембург         | Villa Louvigny                         |
| 1967       | Австрія         | Відень             | Großer Festsaal der Wiener Hofburg     |
| 1968       | Велика Британія | Лондон             | Royal Albert Hall                      |
| 1969       | Іспанія         | Мадрид             | Teatro Real                            |
| 1970       | Нідерланди      | Амстердам          | RAI Congrescentrum                     |
| 1971       | Ірландія        | Дублін             | Gaiety Theatre                         |
| 1972       | Велика Британія | Единбург           | Usher Hall                             |
| 1973       | Люксембург      | Люксембург         | Grand Théâtre de Luxembourg            |
| 1974       | Велика Британія | Брайтон            | Brighton Dome                          |
| 1975       | Швеція          | Стокгольм          | Stockholm International Fairs          |
| 1976       | Нідерланди      | Гаага              | Nederlands Congresgebouw               |
| 1977       | Велика Британія | Лондон             | Wembley Conference Centre              |
| 1978       | Франція         | Париж              | Palais des Congrès                     |
| 1979       | Ізраїль         | Єрусалим           | International Convention Centre        |
| 1980       | Нідерланди      | Гаага              | Nederlands Congresgebouw               |
| 1981       | Ірландія        | Дублін             | RDS Simmonscourt Pavilion              |
| 1982       | Велика Британія | Гаррогейт          | Harrogate International Centre         |
| 1983       | Німеччина       | Мюнхен             | Rudi-Sedlmayer-Halle                   |
| 1984       | Люксембург      | Люксембург         | Grand Théâtre de Luxembourg            |
| 1985       | Швеція          | Гетеборг           | Scandinavium                           |
| 1986       | Норвегія        | Берген             | Grieghallen                            |
| 1987       | Бельгія         | Брюссель           | Centenary Palace                       |
| 1988       | Ірландія        | Дублін             | RDS Simmonscourt Pavilion              |
| 1989       | Швейцарія       | Лозанна            | Palais de Beaulieu                     |
| 1990       | Югославія       | Загреб             | Koncertna dvorana Vatroslava Lisinskog |
| 1991       | Італія          | Рим                | Studio 15 di Cinecittà                 |
| 1992       | Швеція          | Мальме             | Malmö Isstadion                        |
| 1993       | Ірландія        | Мілстріт           | Green Glens Arena                      |
| 1994       | Ірландія        | Дублін             | Point Theatre                          |
| 1995       | Ірландія        | Дублін             | Point Theatre                          |
| 1996       | Норвегія        | Осло               | Oslo Spektrum                          |
| 1997       | Ірландія        | Дублін             | Point Theatre                          |
| 1998       | Велика Британія | Бірмінгем          | National Indoor Arena                  |
| 1999       | Ізраїль         | Єрусалим           | International Convention Centre        |
| 2000       | Швеція          | Стокгольм          | Stockholm Globe Arena                  |
| 2001       | Данія           | Копенгаген         | Паркен                                 |
| 2002       | Естонія         | Таллінн            | Saku Suurhall                          |
| 2003       | Латвія          | Рига               | Skonto Hall                            |
| 2004       | Туреччина       | Стамбул            | Abdi İpekçi Arena                      |
| 2005       | Україна         | Київ               | Палац спорту                           |
| 2006       | Греція          | Афіни              | Olympic Indoor Hall                    |
| 2007       | Фінляндія       | Гельсінкі          | Hartwall Arena                         |
| 2008       | Сербія          | Белград            | Beogradska arena                       |
| 2009       | Росія           | Москва             | Спорткомплекс Олимпийский              |
| 2010       | Норвегія        | Осло               | Telenor Arena                          |
| 2011       | Німеччина       | Дюссельдорф        | Esprit Arena                           |
| 2012       | Азербайджан     | Баку               | Baku Crystal Hall                      |
| 2013       | Швеція          | Мальме             | Malmö Arena                            |
| 2014       | Данія           | Копенгаген         | B&W Hallerne                           |
| 2015       | Австрія         | Відень             | Wiener Stadthalle                      |
| 2016       | Швеція          | Стокгольм          | Ericsson Globe                         |
| 2017       | Україна         | Київ               | Міжнародний виставковий центр          |
| 2018       | Португалія      | Лісабон            | Алтіс-Арена                            |
| 2019       | Ізраїль         | Тель-Авів          | Expo Tel Aviv                          |
| 2020, 2021 | Нідерланди      | Роттердам          | Rotterdam Ahoy                         |
| 2022       | Італія          | Турин              | Пала-Альпітур                          |
| 2023       | Велика Британія | Ліверпуль          | Liverpool Arena                        |
| 2024       | Швеція          | Мальме             | Malmö Arena                            |
| 2025       | Швейцарія       | Базель             | Санкт-Якобсгалле                       |
| 2026       | Австрія         | TBA                | TBA                                    |

## За кількістю разів
| Кількість | Країна          | Місто              | Місце проведення                       | Роки             |
| --------- | --------------- | ------------------ | -------------------------------------- | ---------------- |
| 9         | Велика Британія | Лондон             | Royal Festival Hall                    | 1960             |
| 9         | Велика Британія | Лондон             | BBC Television Centre                  | 1963             |
| 9         | Велика Британія | Лондон             | Royal Albert Hall                      | 1968             |
| 9         | Велика Британія | Лондон             | Wembley Conference Centre              | 1977             |
| 9         | Велика Британія | Единбург           | Usher Hall                             | 1972             |
| 9         | Велика Британія | Брайтон            | Brighton Dome                          | 1974             |
| 9         | Велика Британія | Гаррогейт          | Harrogate International Centre         | 1982             |
| 9         | Велика Британія | Бірмінгем          | National Indoor Arena                  | 1998             |
| 9         | Велика Британія | Ліверпуль          | Liverpool Arena                        | 2023             |
| 7         | Ірландія        | Дублін             | Gaiety Theatre                         | 1971             |
| 7         | Ірландія        | Дублін             | RDS Simmonscourt Pavilion              | 1981, 1988       |
| 7         | Ірландія        | Дублін             | Point Theatre                          | 1994, 1995, 1997 |
| 7         | Ірландія        | Мілстріт           | Green Glens Arena                      | 1993             |
| 7         | Швеція          | Стокгольм          | Stockholm International Fairs          | 1975             |
| 7         | Швеція          | Стокгольм          | Ericsson Globe                         | 2000, 2016       |
| 7         | Швеція          | Гетеборг           | Scandinavium                           | 1985             |
| 7         | Швеція          | Мальме             | Malmö Isstadion                        | 1992             |
| 7         | Швеція          | Мальме             | Malmö Arena                            | 2013, 2024       |
| 5         | Нідерланди      | Гілверсум          | AVRO Studio                            | 1958             |
| 5         | Нідерланди      | Амстердам          | RAI Congrescentrum                     | 1970             |
| 5         | Нідерланди      | Гаага              | Nederlands Congresgebouw               | 1976, 1980       |
| 5         | Нідерланди      | Роттердам          | Rotterdam Ahoy                         | 2020, 2021       |
| 4         | Люксембург      | Люксембург         | Villa Louvigny                         | 1962, 1966       |
| 4         | Люксембург      | Люксембург         | Grand Théâtre de Luxembourg            | 1973, 1984       |
| 3         | Франція         | Канни              | Palais des Festivals                   | 1959, 1961       |
| 3         | Франція         | Париж              | Palais des Congrès                     | 1978             |
| 3         | Норвегія        | Берген             | Grieghallen                            | 1986             |
| 3         | Норвегія        | Осло               | Oslo Spektrum                          | 1996             |
| 3         | Норвегія        | Осло               | Telenor Arena                          | 2010             |
| 3         | Німеччина       | Франкфурт-на-Майні | Großer Sendesaal                       | 1957             |
| 3         | Німеччина       | Мюнхен             | Rudi-Sedlmayer-Halle                   | 1983             |
| 3         | Німеччина       | Дюссельдорф        | Esprit Arena                           | 2011             |
| 3         | Данія           | Копенгаген         | Tivolis Koncertsal                     | 1964             |
| 3         | Данія           | Копенгаген         | Паркен                                 | 2001             |
| 3         | Данія           | Копенгаген         | B&W Hallerne                           | 2014             |
| 3         | Ізраїль         | Єрусалим           | International Convention Centre        | 1979, 1999       |
| 3         | Ізраїль         | Тель-Авів          | Expo Tel Aviv                          | 2019             |
| 3         | Італія          | Неаполь            | Sala di Concerto della RAI             | 1965             |
| 3         | Італія          | Рим                | Studio 15 di Cinecittà                 | 1991             |
| 3         | Італія          | Турин              | Пала-Альпітур                          | 2022             |
| 2         | Швейцарія       | Лугано             | Teatro Kursaal                         | 1956             |
| 2         | Швейцарія       | Лозанна            | Palais de Beaulieu                     | 1989             |
| 2         | Австрія         | Відень             | Großer Festsaal der Wiener Hofburg     | 1967             |
| 2         | Австрія         | Відень             | Wiener Stadthalle                      | 2015             |
| 2         | Україна         | Київ               | Палац спорту                           | 2005             |
| 2         | Україна         | Київ               | Міжнародний виставковий центр          | 2017             |
| 1         | Іспанія         | Мадрид             | Teatro Real                            | 1969             |
| 1         | Бельгія         | Брюссель           | Centenary Palace                       | 1987             |
| 1         | Югославія       | Загреб             | Koncertna dvorana Vatroslava Lisinskog | 1990             |
| 1         | Естонія         | Таллінн            | Saku Suurhall                          | 2002             |
| 1         | Латвія          | Рига               | Skonto Hall                            | 2003             |
| 1         | Туреччина       | Стамбул            | Abdi İpekçi Arena                      | 2004             |
| 1         | Греція          | Афіни              | Olympic Indoor Hall                    | 2006             |
| 1         | Фінляндія       | Гельсінкі          | Hartwall Arena                         | 2007             |
| 1         | Сербія          | Белград            | Beogradska arena                       | 2008             |
| 1         | Росія           | Москва             | Спорткомплекс Олимпийский              | 2009             |
| 1         | Азербайджан     | Баку               | Baku Crystal Hall                      | 2012             |
| 1         | Португалія      | Лісабон            | Алтіс-Арена                            | 2018             |

## Галерея

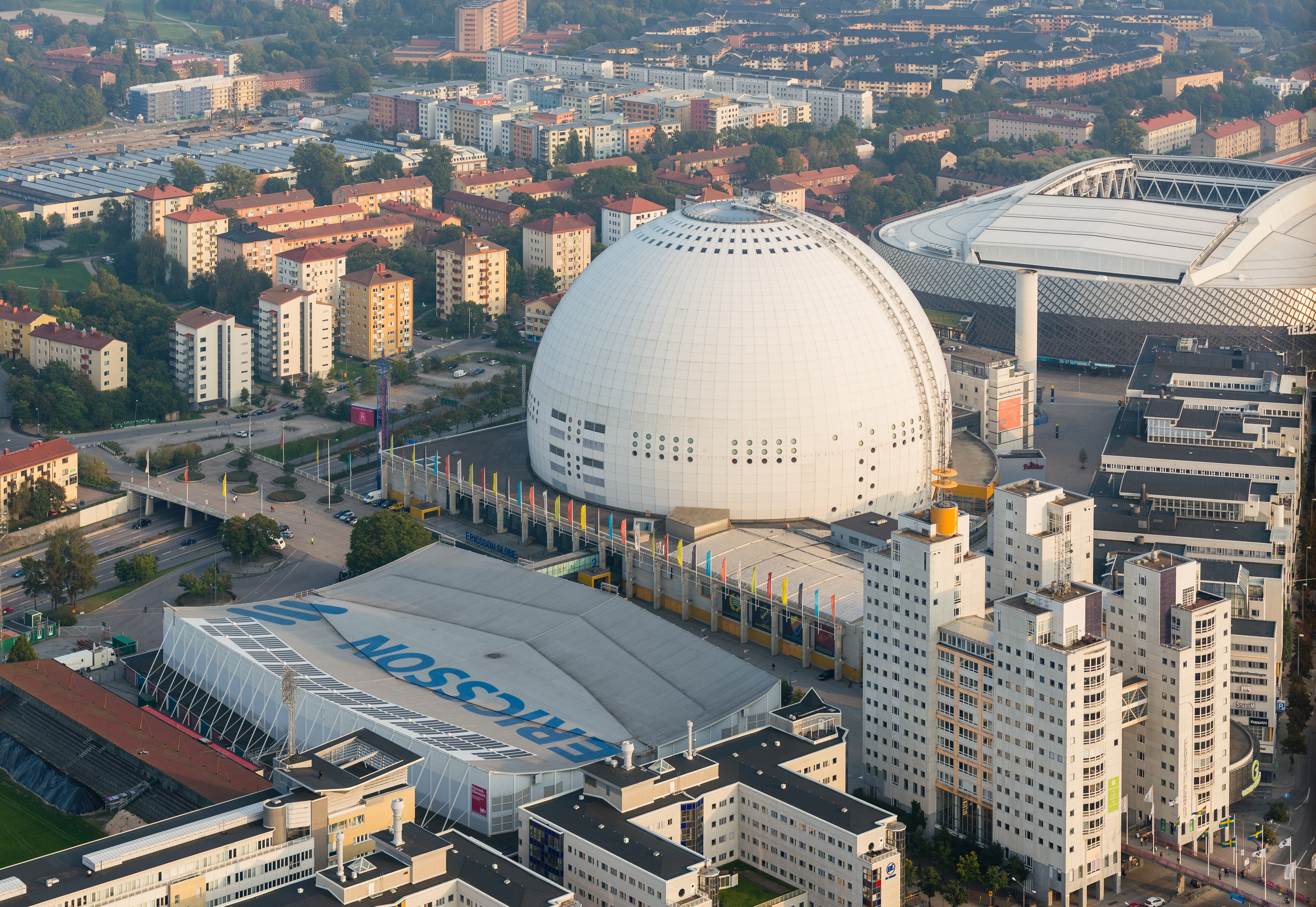
Ericsson Globe (Стокгольм), де проходило Євробачення 2016 та Євробачення 2000.
Wiener Stadthalle (Відень), де проходило Євробачення 2015.
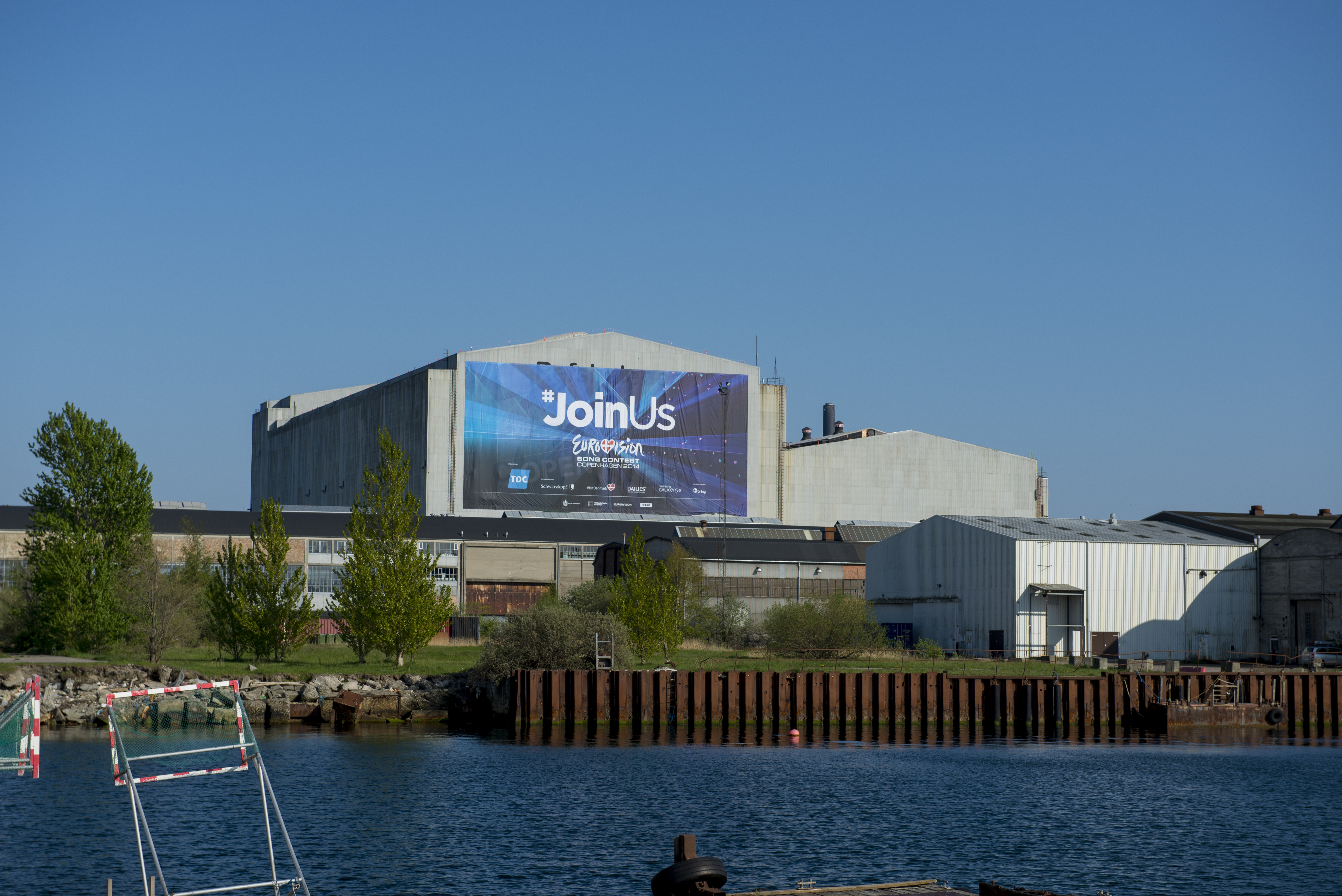
B&W Hallerne (Копенгаген), де проходило Євробачення 2014.
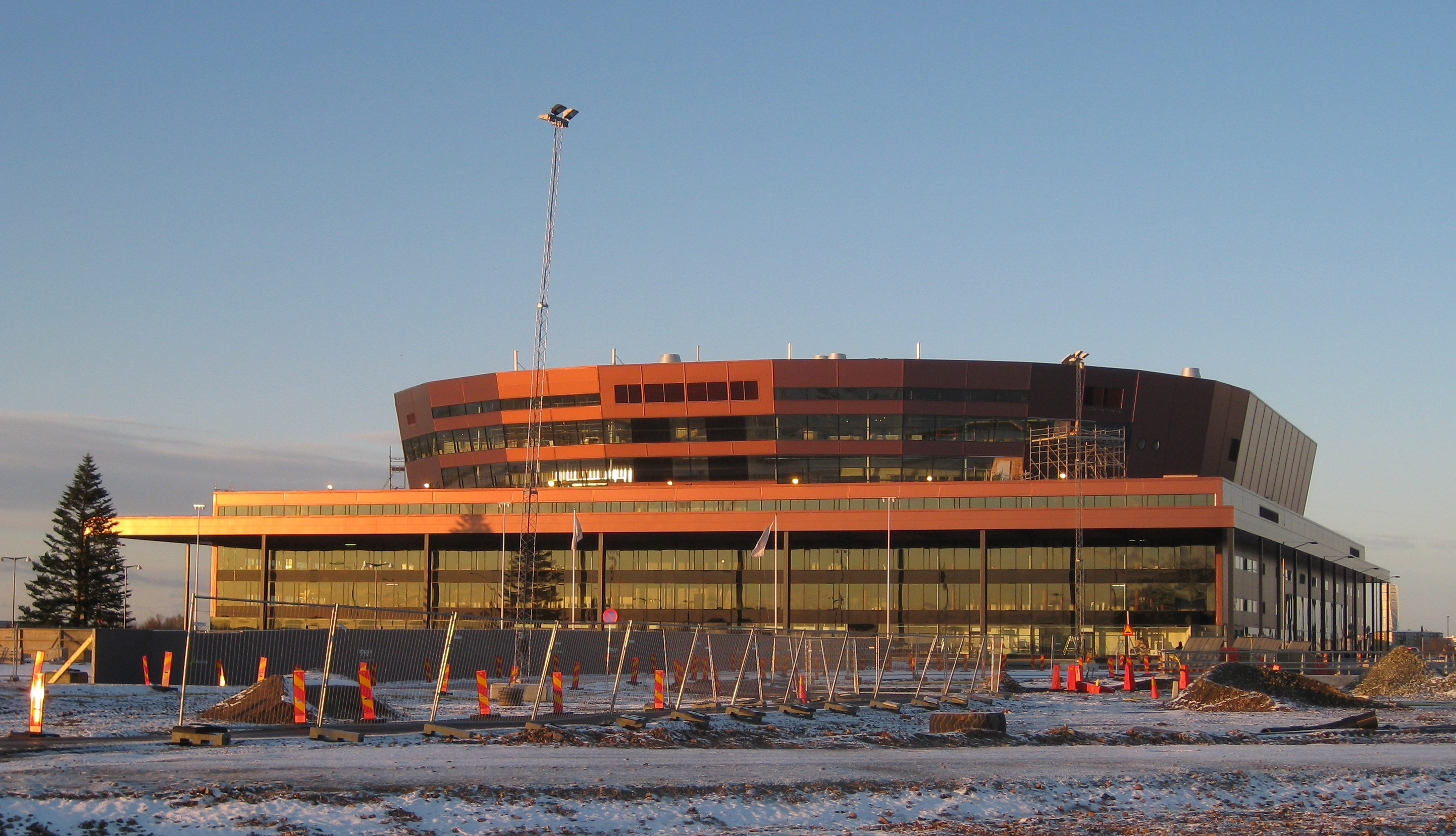
Malmö Arena (Мальме), де проходило Євробачення 2013.
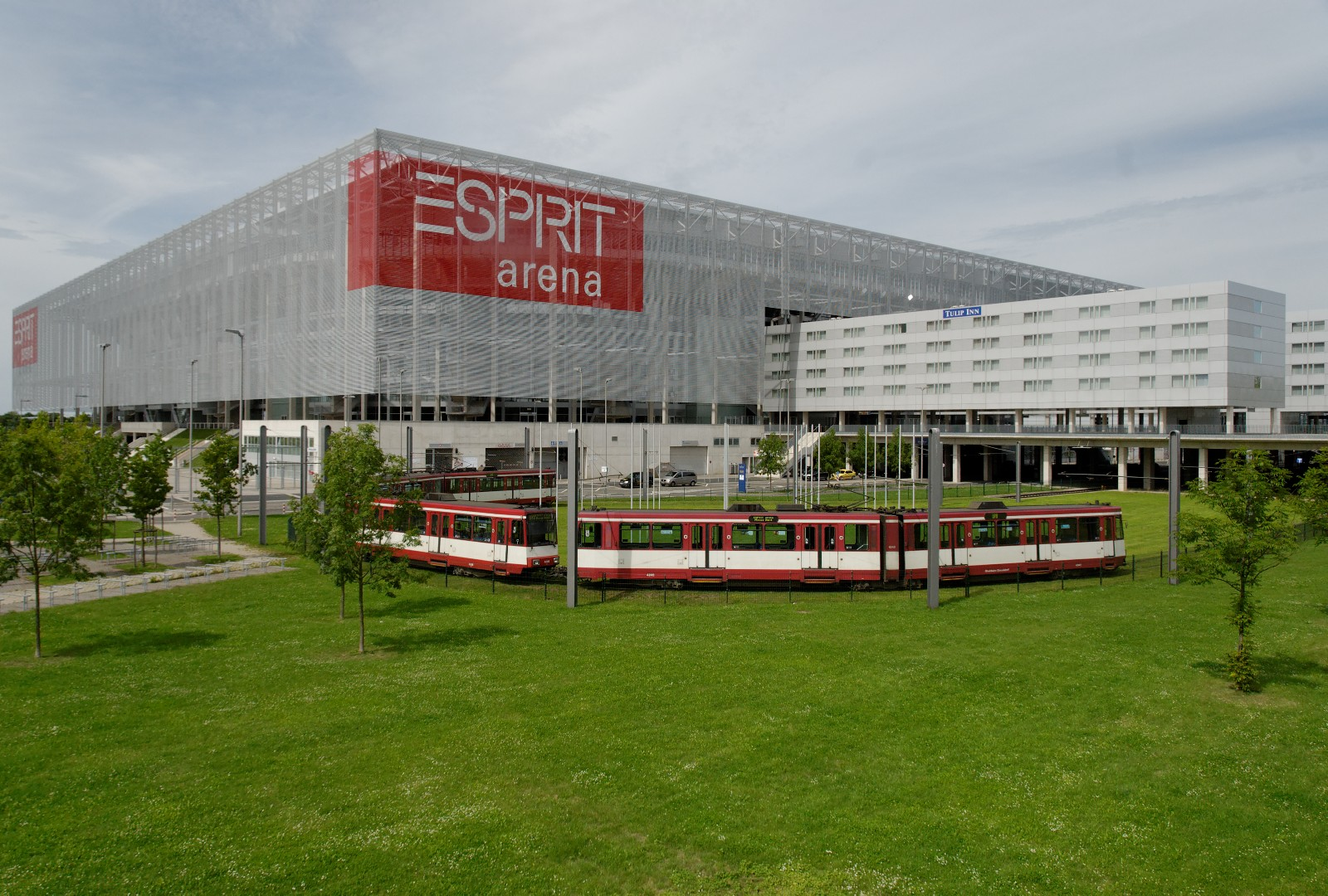
Esprit Arena (Дюссельдорф), де проходило Євробачення 2011.
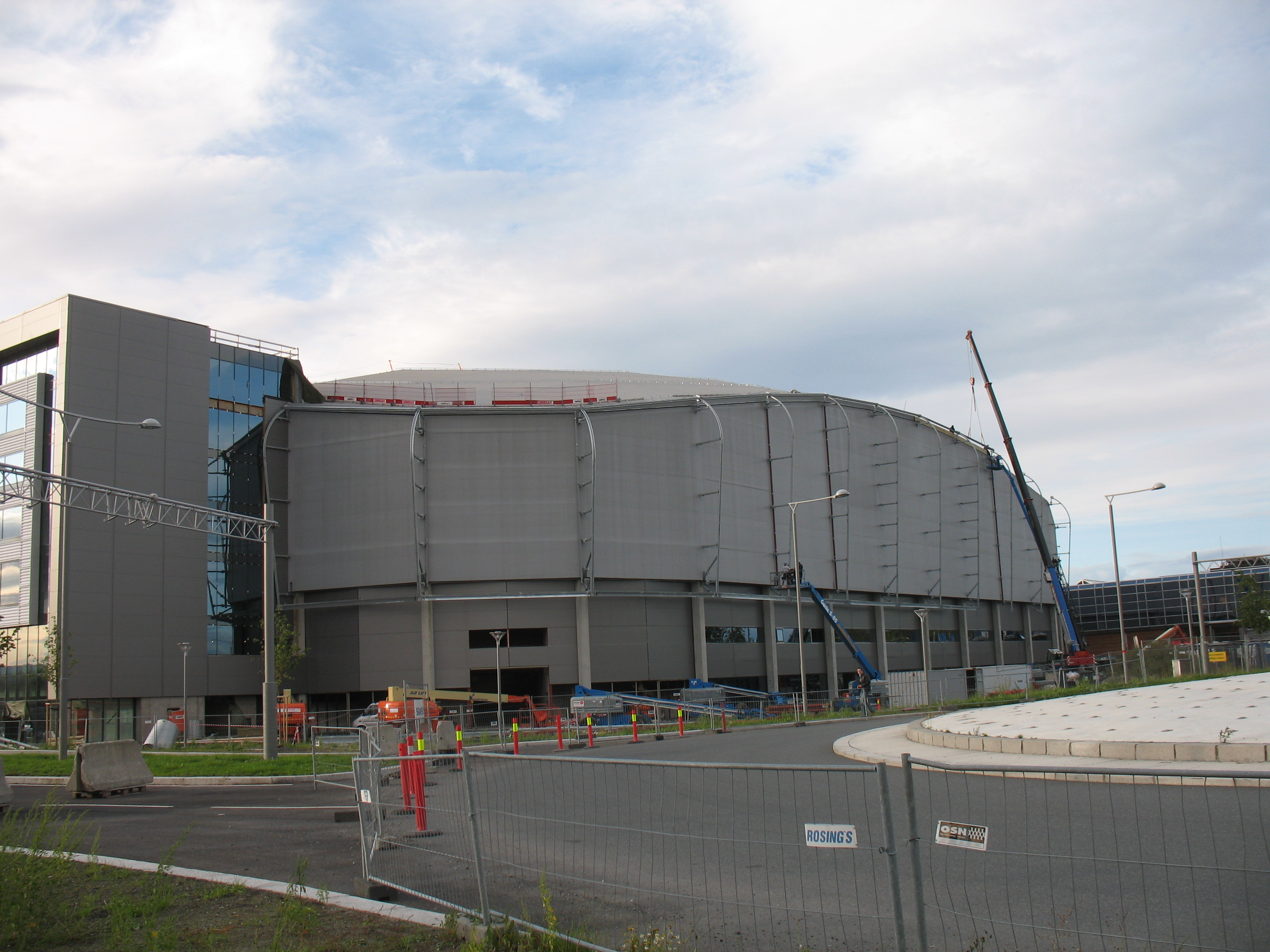
Telenor Arena (Осло), де проходило Євробачення 2010.
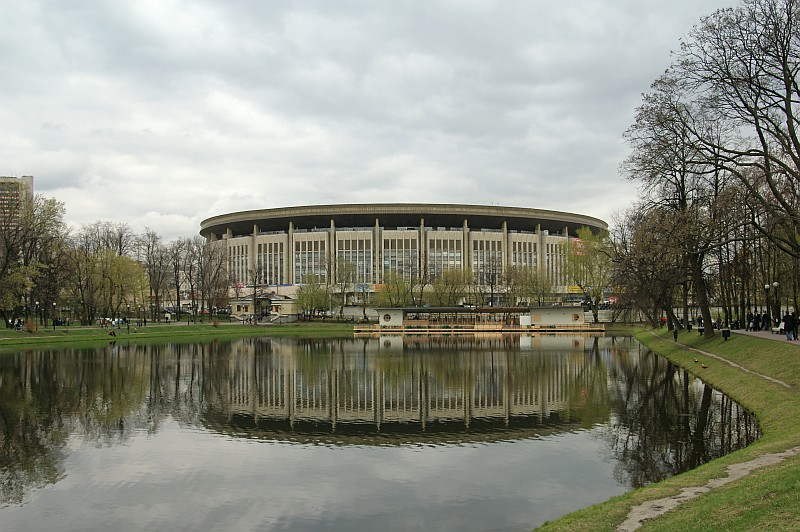
Спорткомплекс Олимпийский (Москва), де проходило Євробачення 2009.
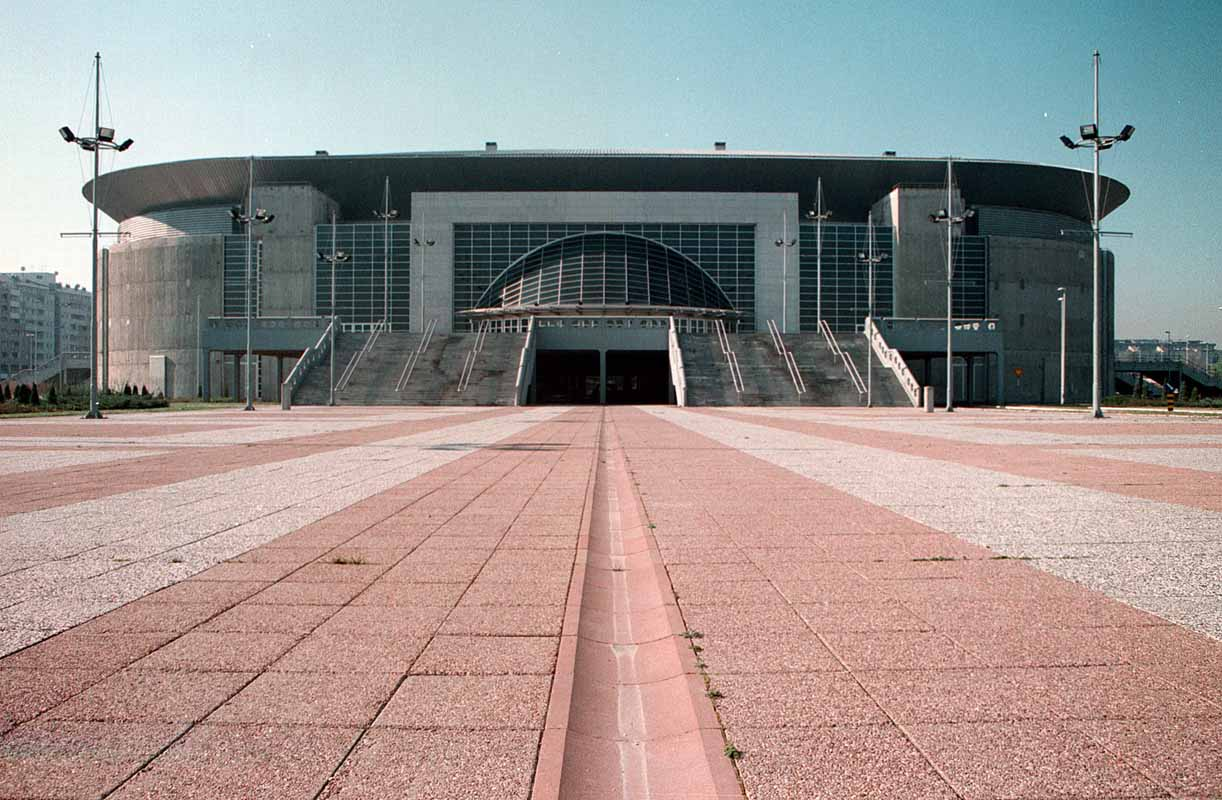
Beogradska arena (Белград), де проходило Євробачення 2008.
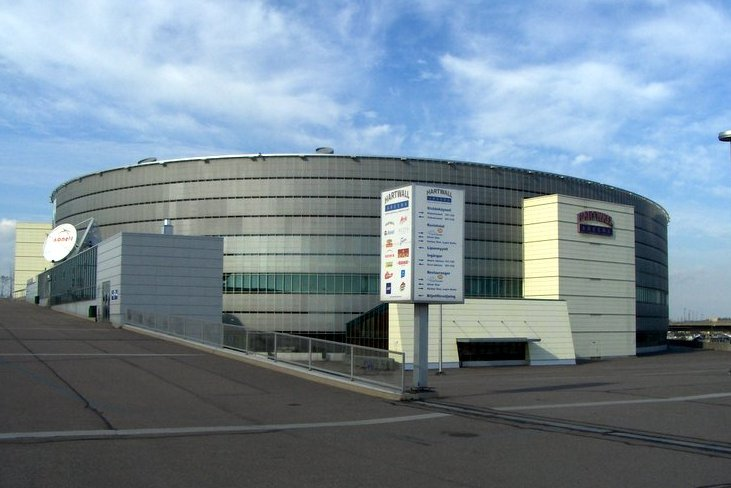
Hartwall Arena (Гельсінкі), де проходило Євробачення 2007.
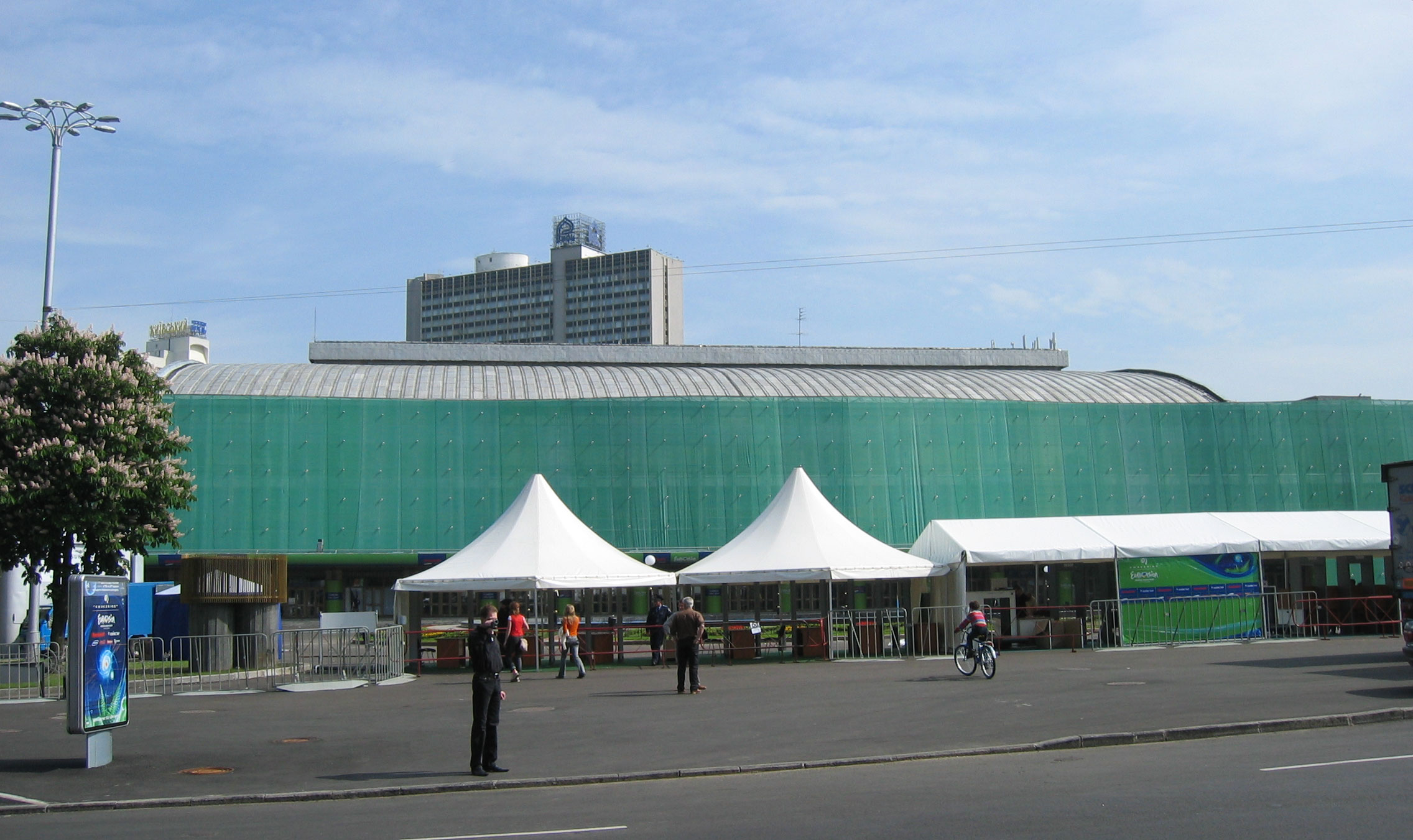
Палац спорту (Київ), де проходило Євробачення 2005.
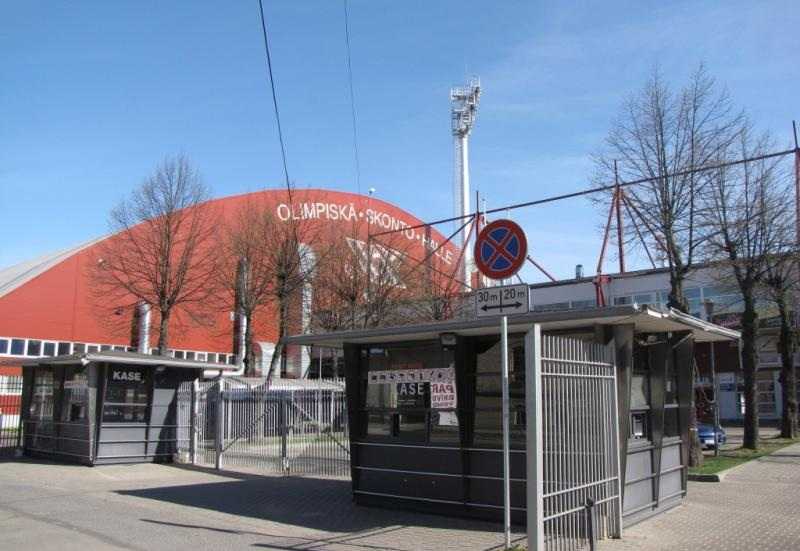
Skonto Hall (Рига), де проходило Євробачення 2003.
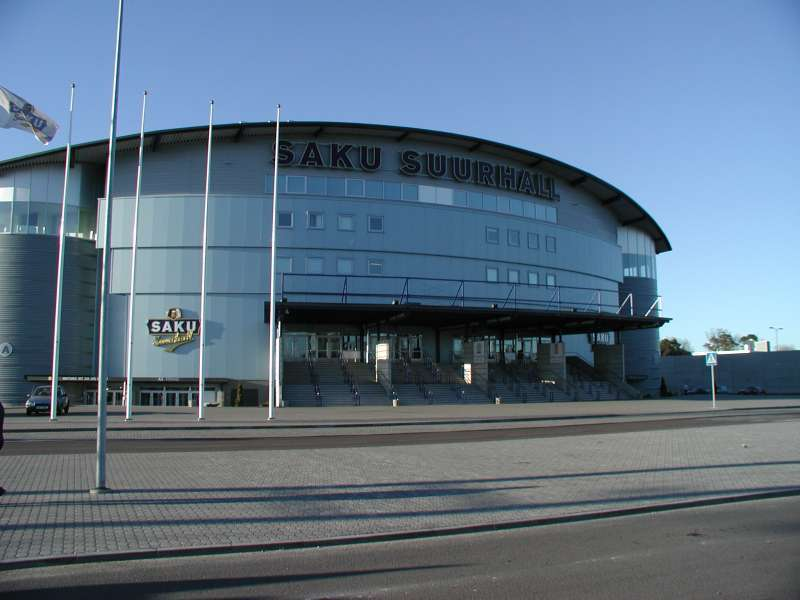
Saku Suurhall (Таллінн), де проходило Євробачення 2002.
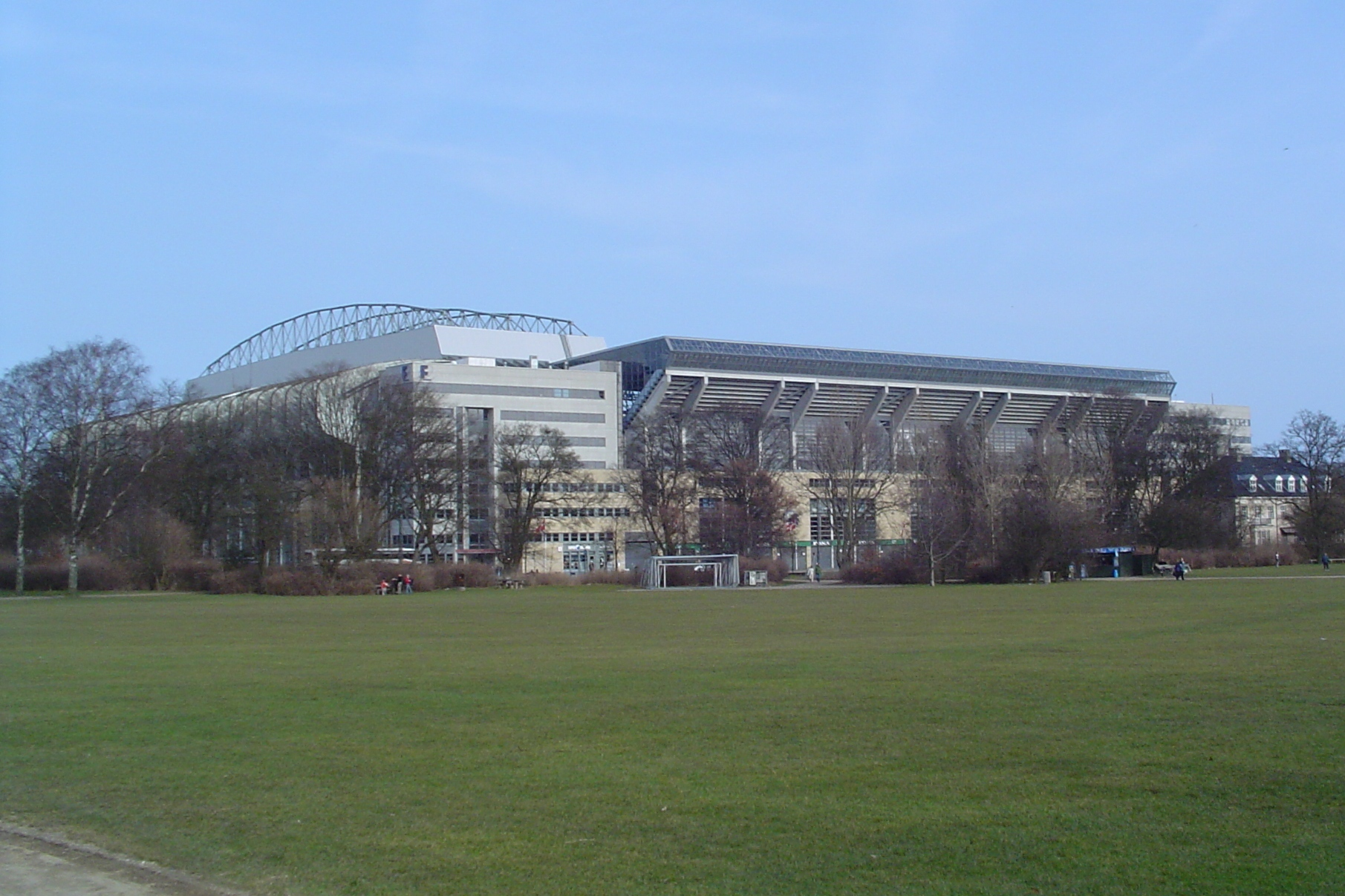
Parken (Копенгаген), де проходило Євробачення 2001.
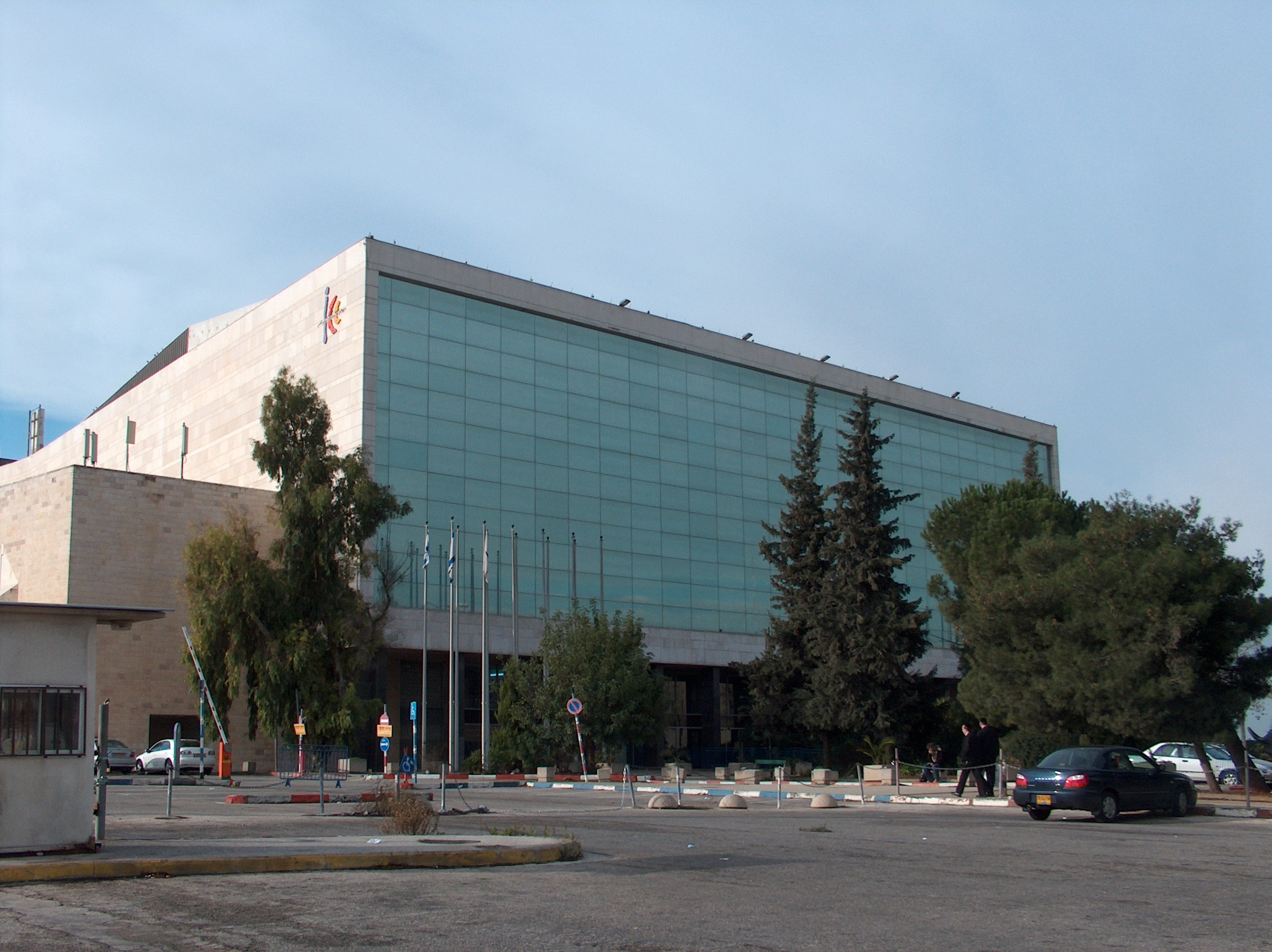
International Convention Center (Єрусалим), де проходило Євробачення 1999 та Євробачення 1979.
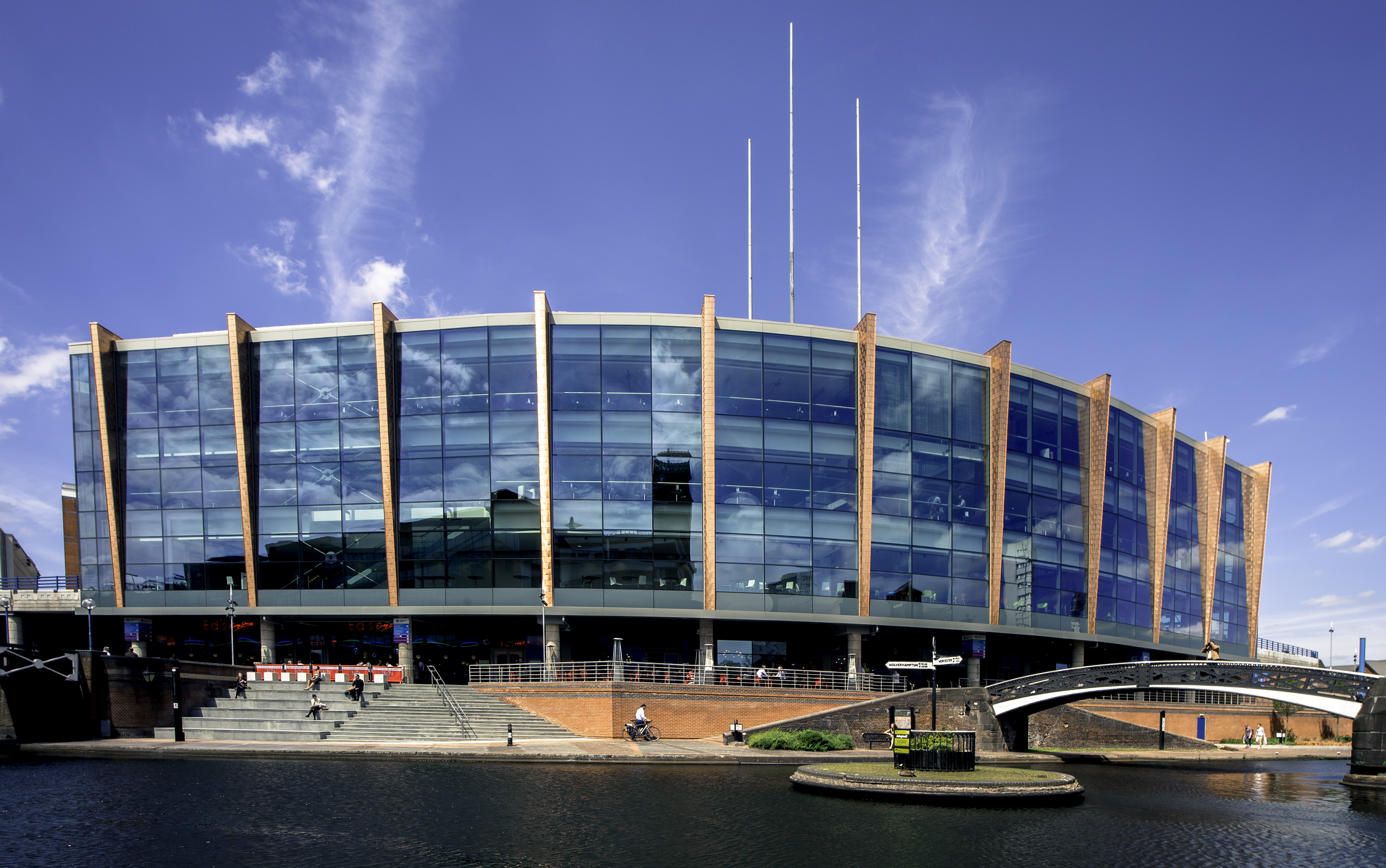
National Indoor Arena (Бірмінгем), де проходило Євробачення 1998.
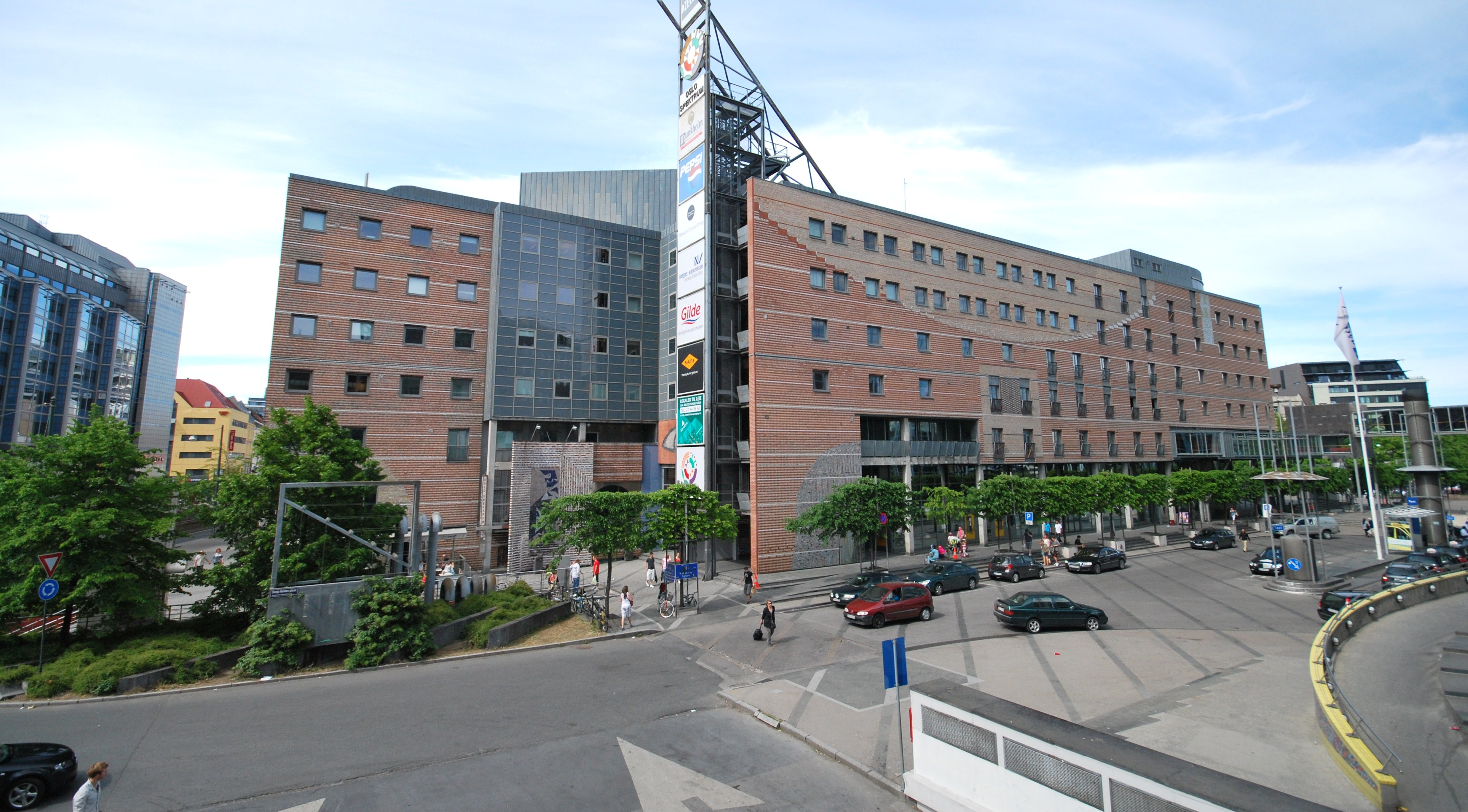
Oslo Spektrum (Осло), де проходило Євробачення 1996.
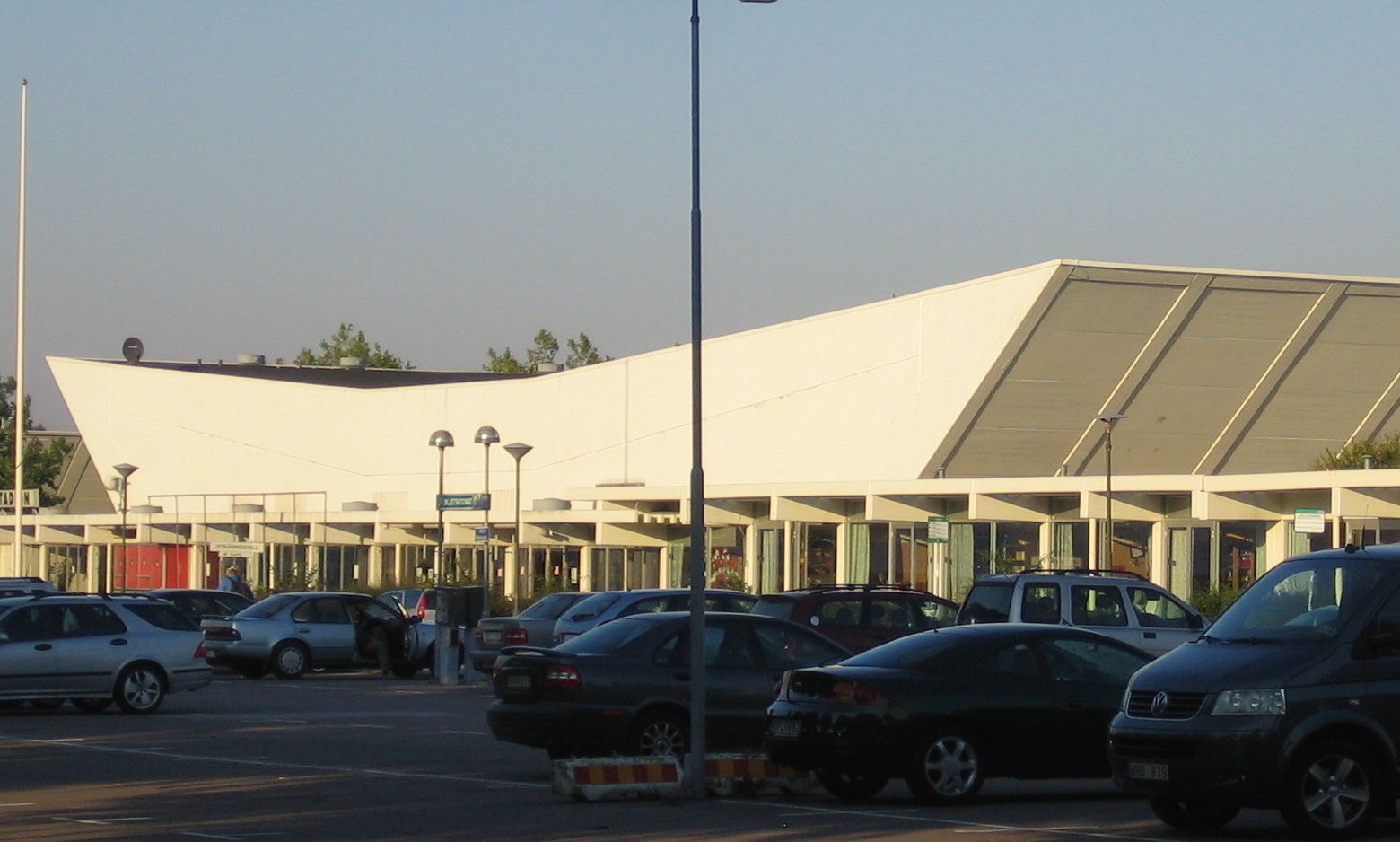
Malmö Isstadion (Мальме), де проходило Євробачення 1992.
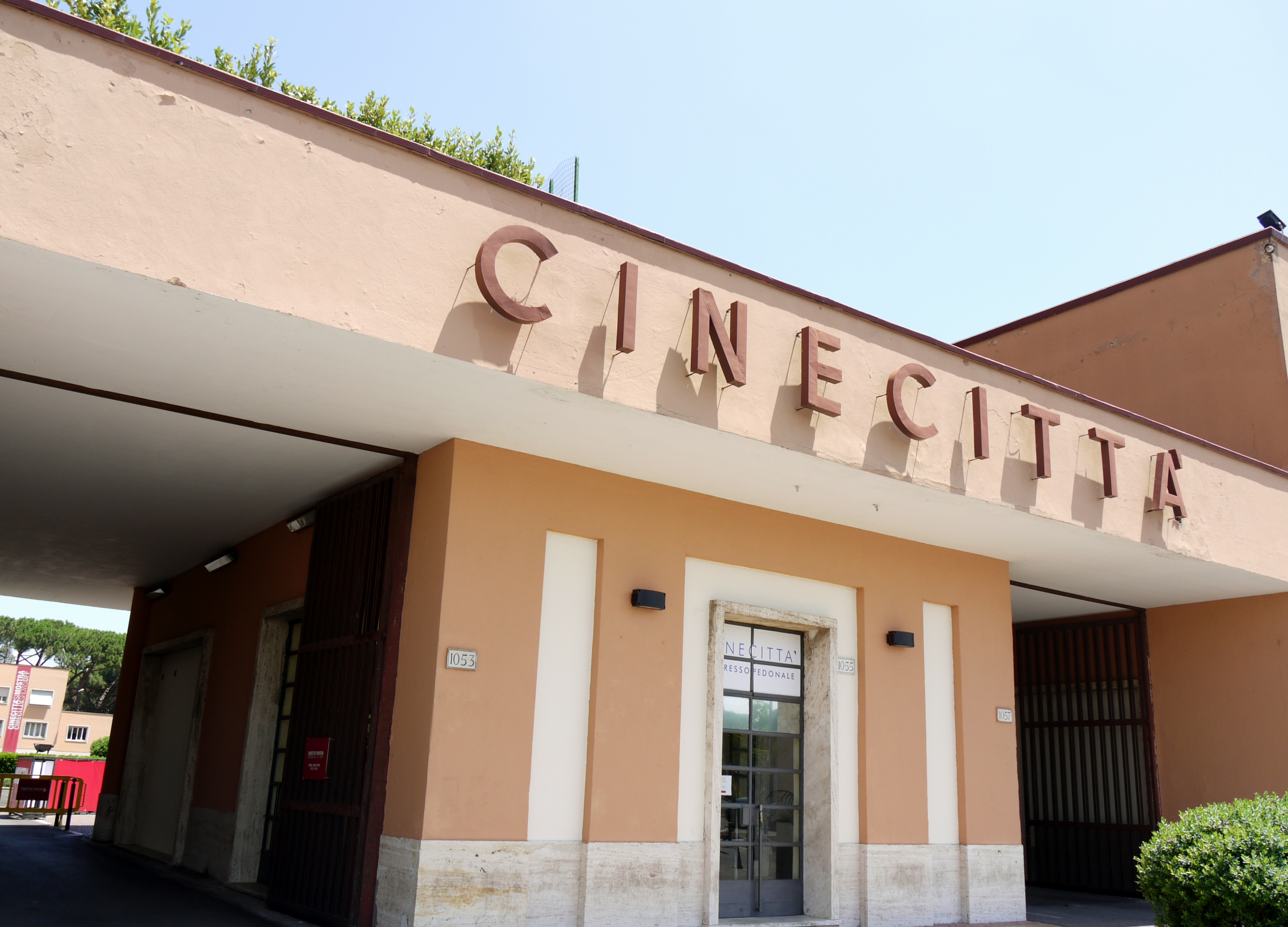
Studio 15 di Cinecittà (Рим), де проходило Євробачення 1991.
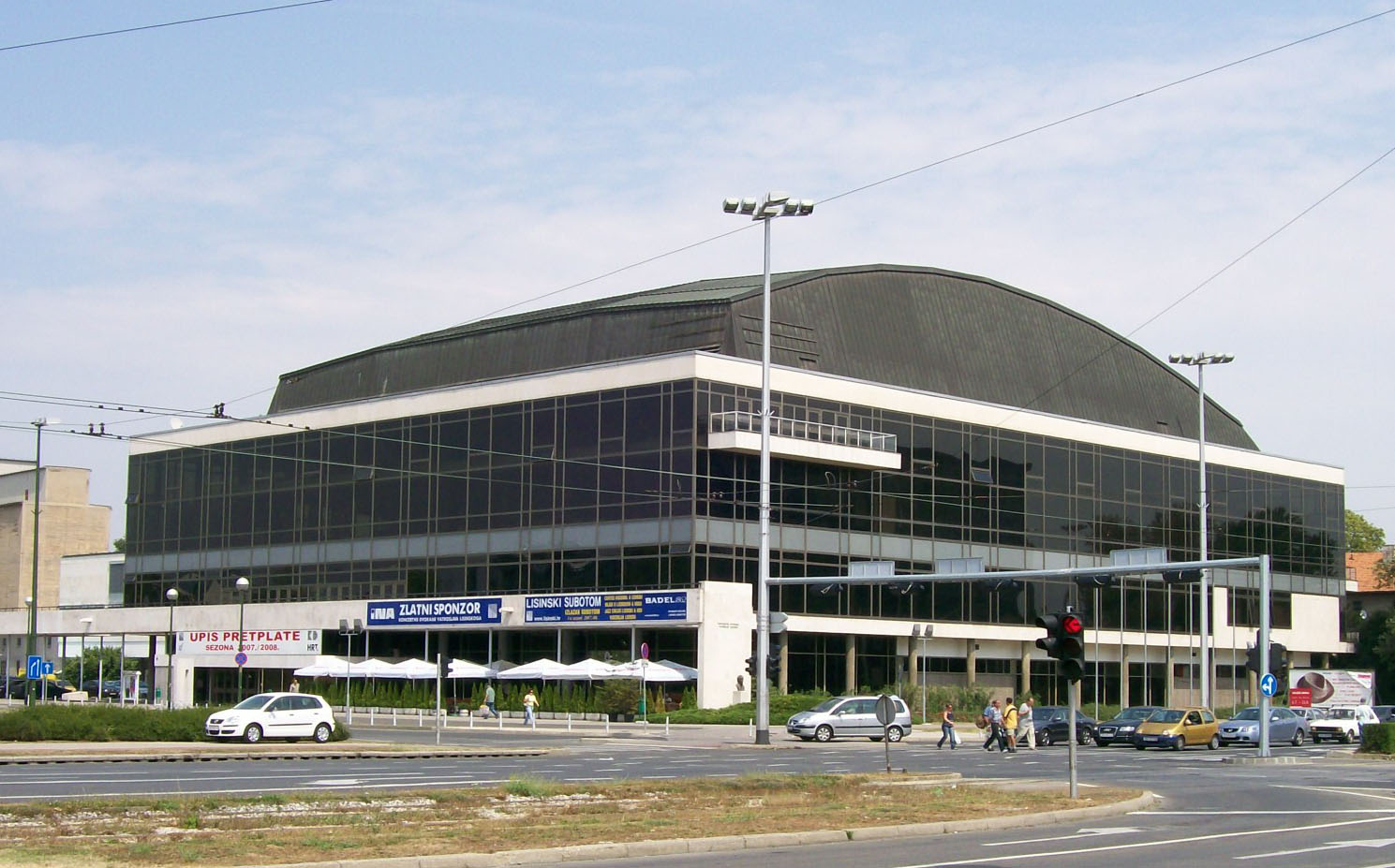
Koncertna dvorana Vatroslava Lisinskog (Загреб), де проходило Євробачення 1990.
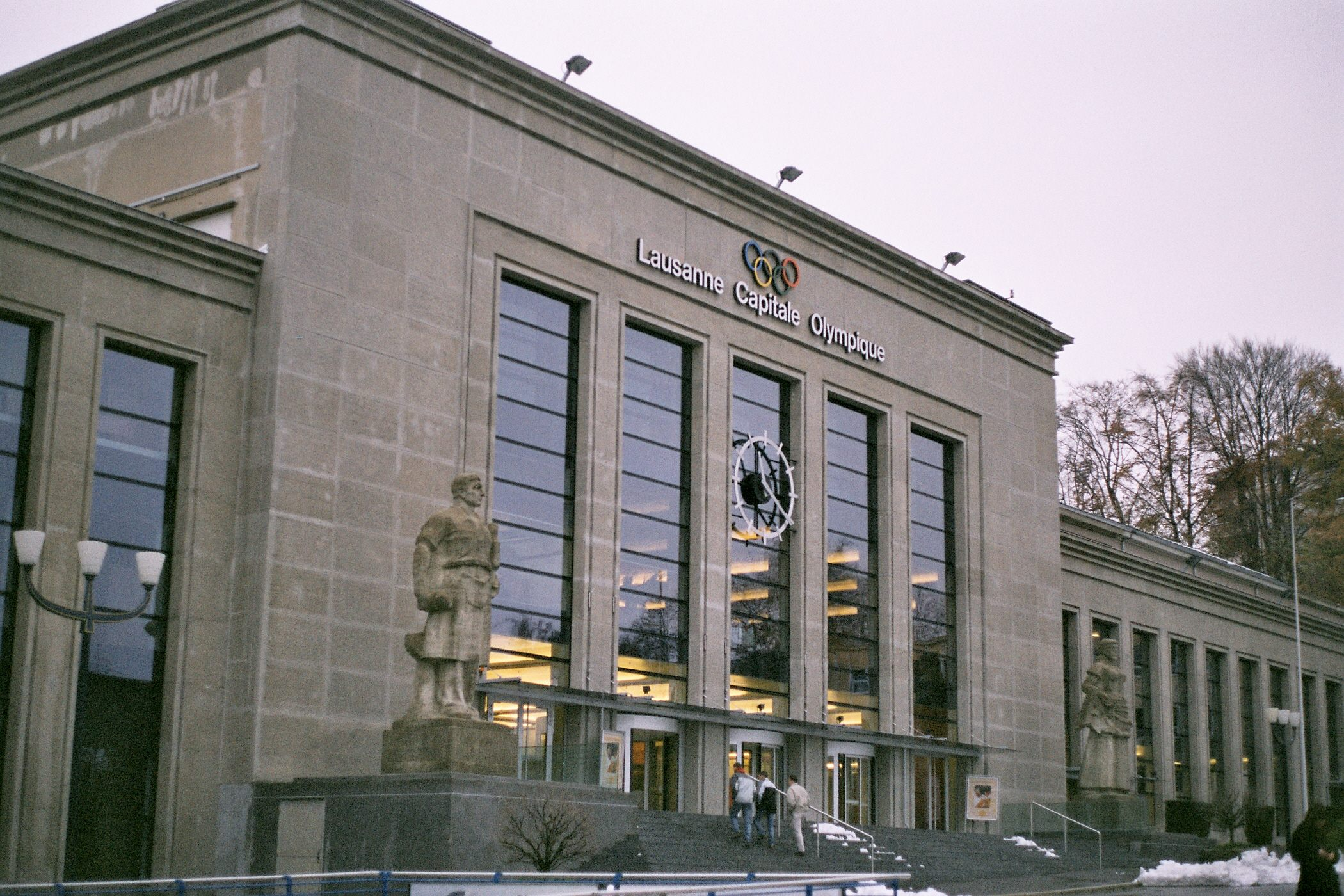
Palais de Beaulieu (Лозанна), де проходило Євробачення 1989.
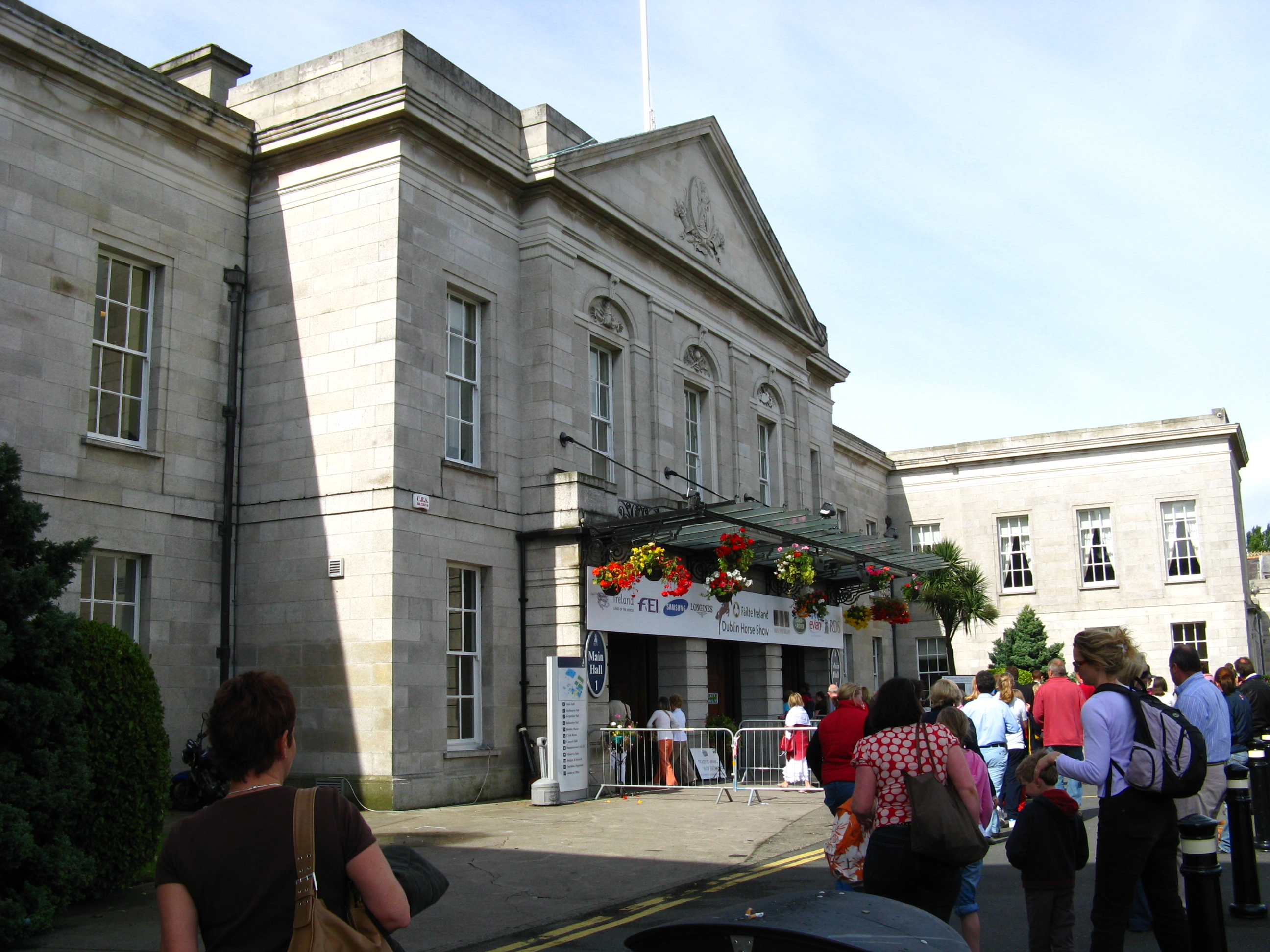
RDS Simmonscourt Pavilion (Дублін), де проходило Євробачення 1988 та Євробачення 1981.
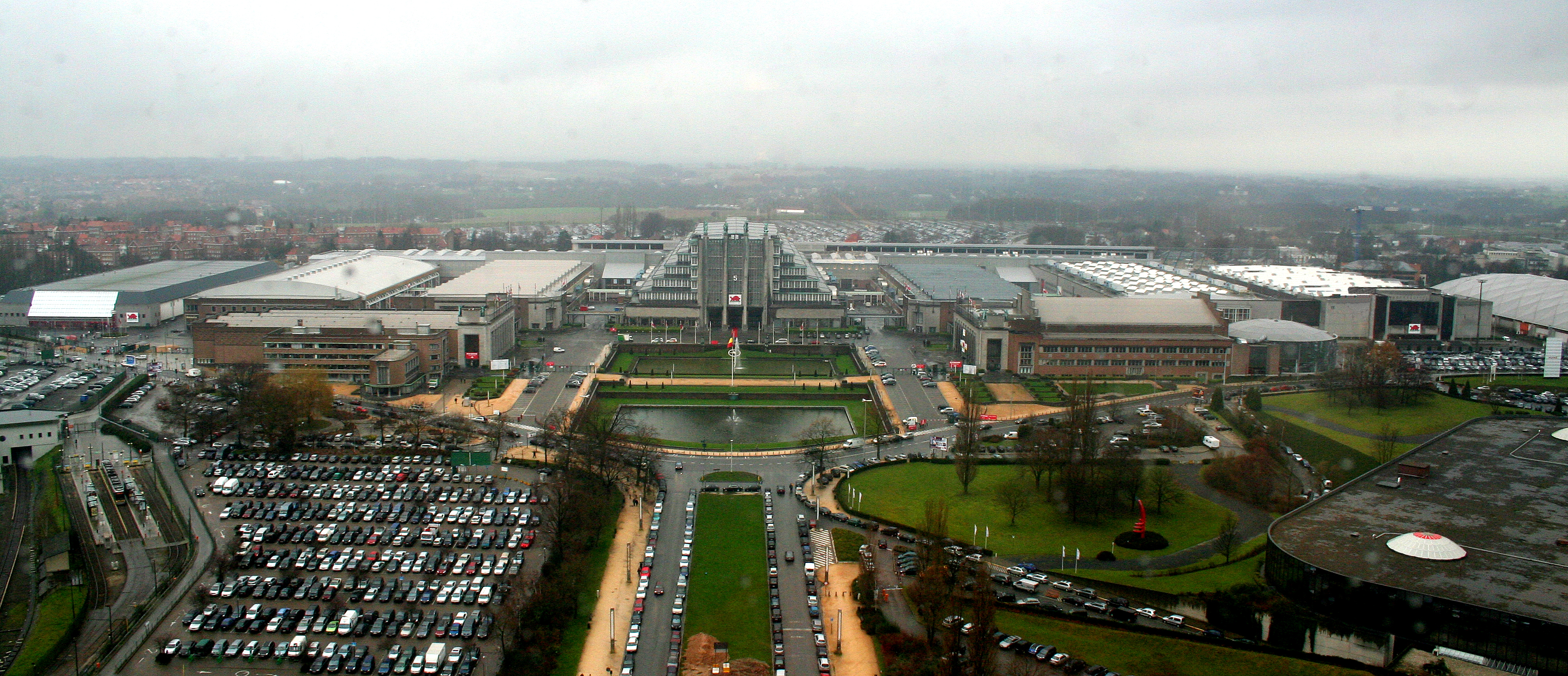
Centenary Palace (Брюссель), де проходило Євробачення 1987.
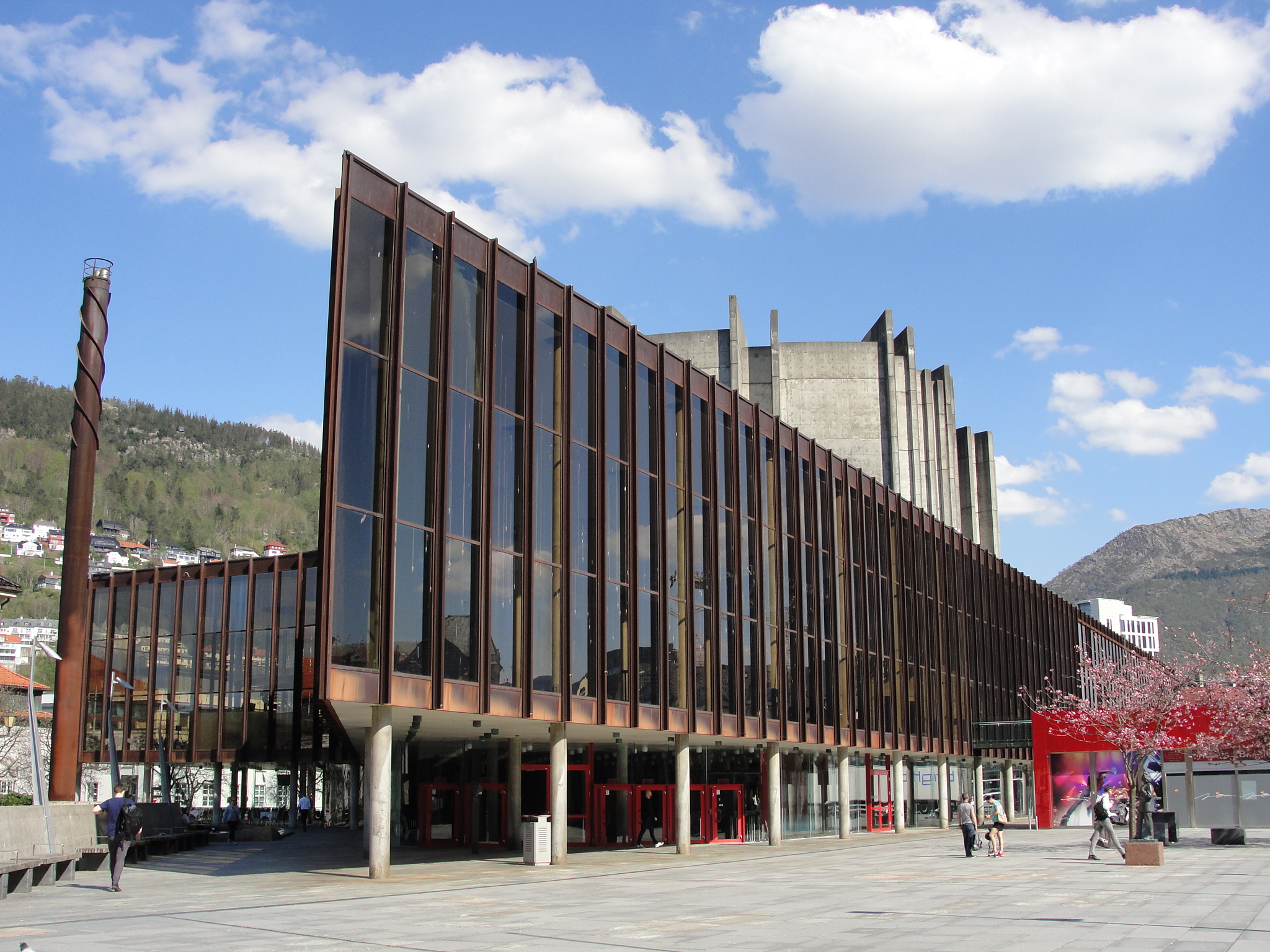
Grieghallen (Берген), де проходило Євробачення 1986.
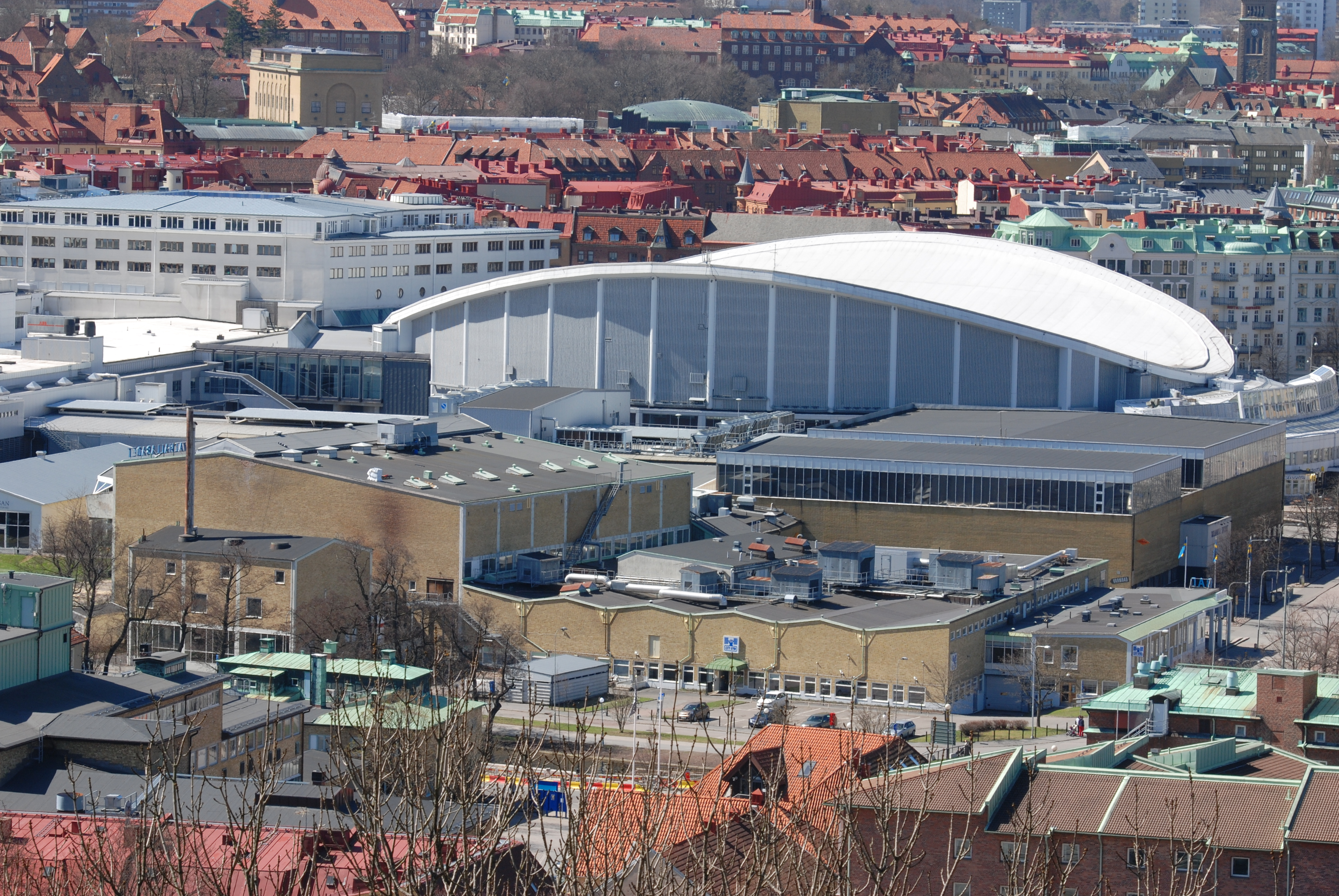
Scandinavium (Гетеборг), де проходило Євробачення 1985.
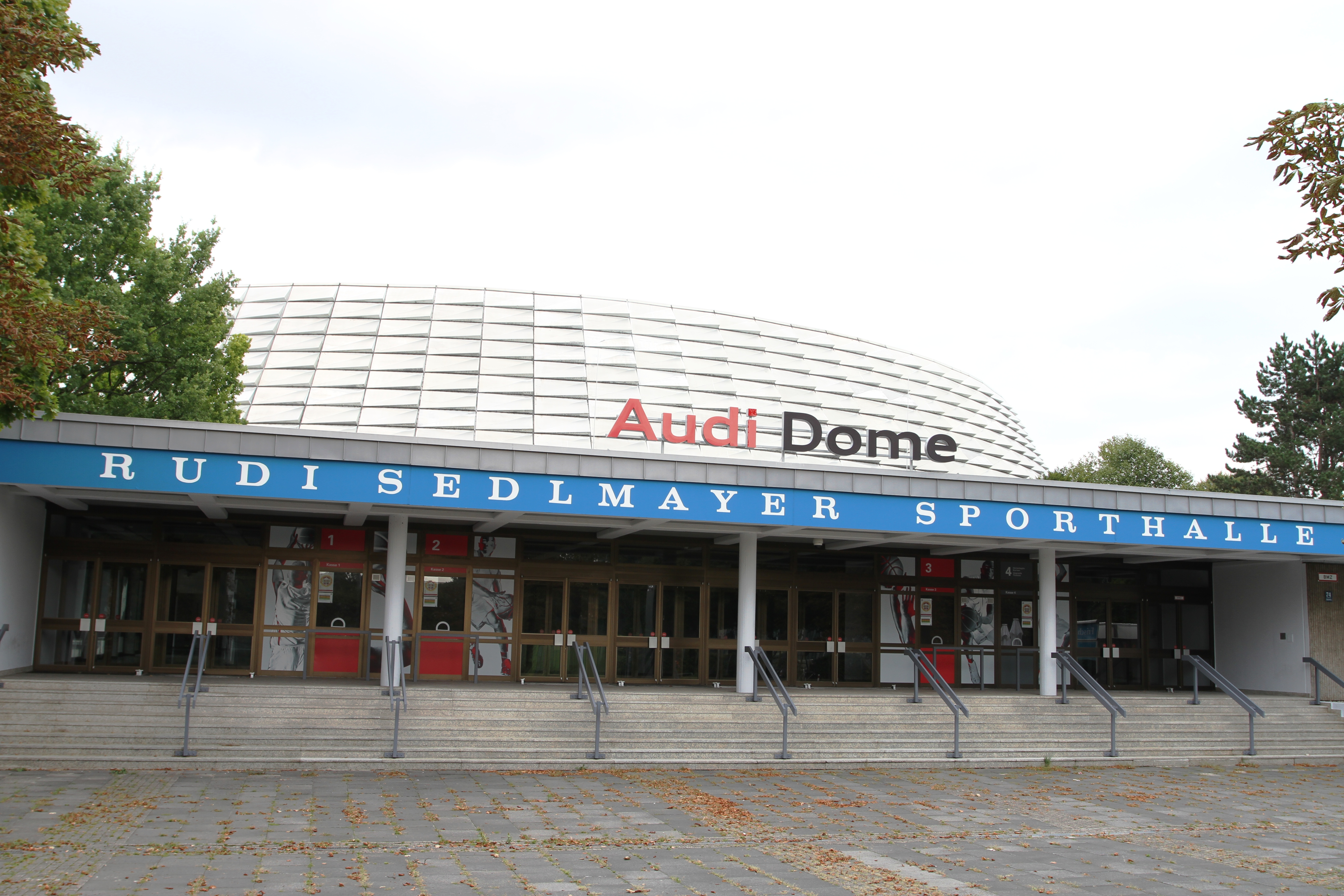
Rudi-Sedlmayer-Halle (Мюнхен), де проходило Євробачення 1983.
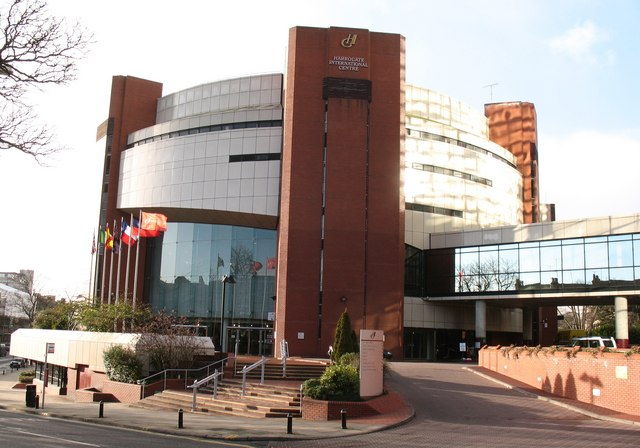
Harrogate International Centre (Гаррогет), де проходило Євробачення 1982.
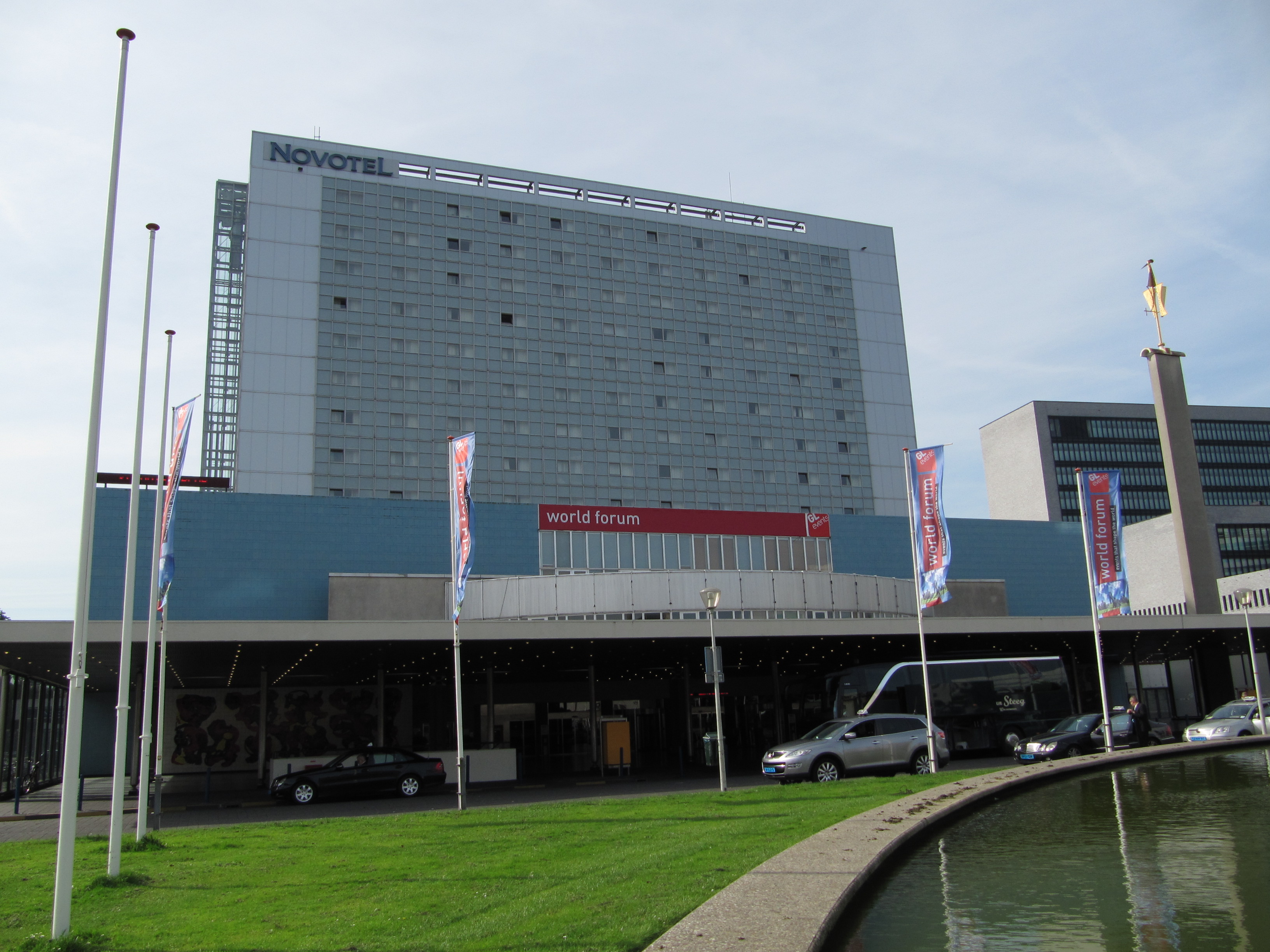
Nederlands Congresgebouw (Гаага), де проходило Євробачення 1980 та Євробачення 1976.
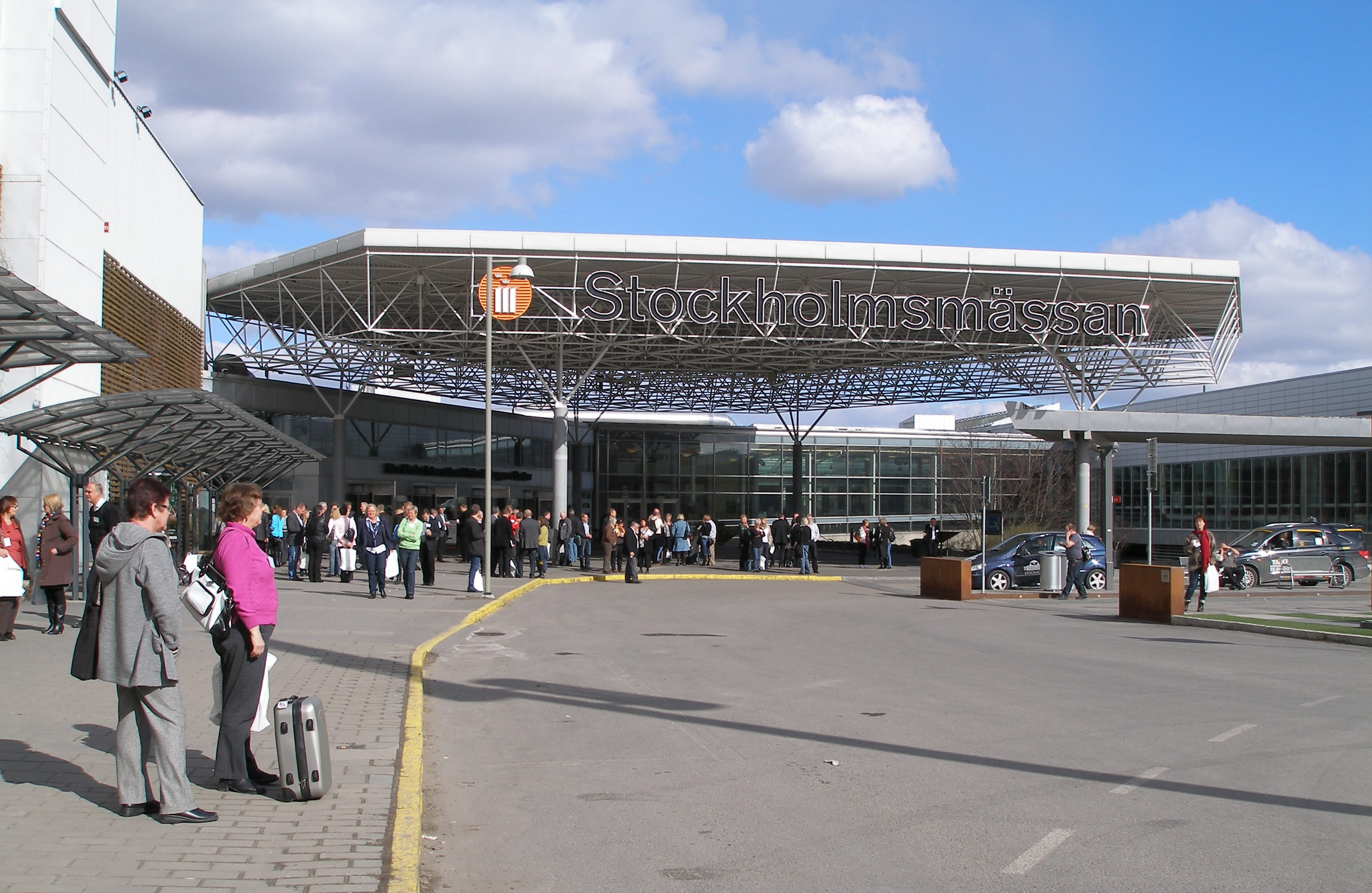
Stockholm International Fairs (Стокгольм), де проходило Євробачення 1975.
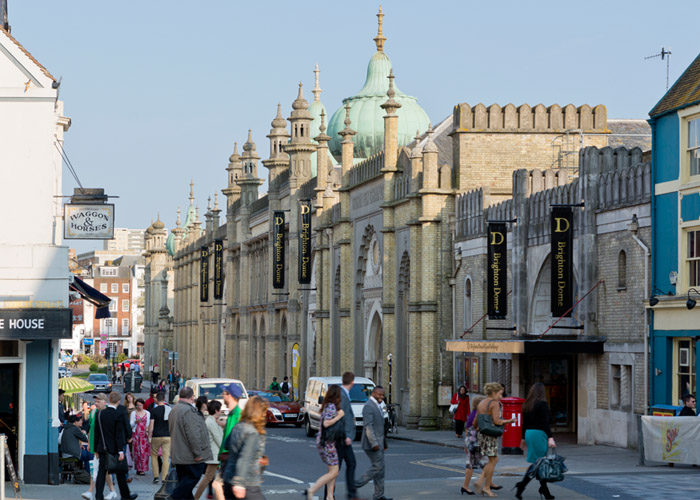
Brighton Dome (Брайтон), де проходило Євробачення 1974.
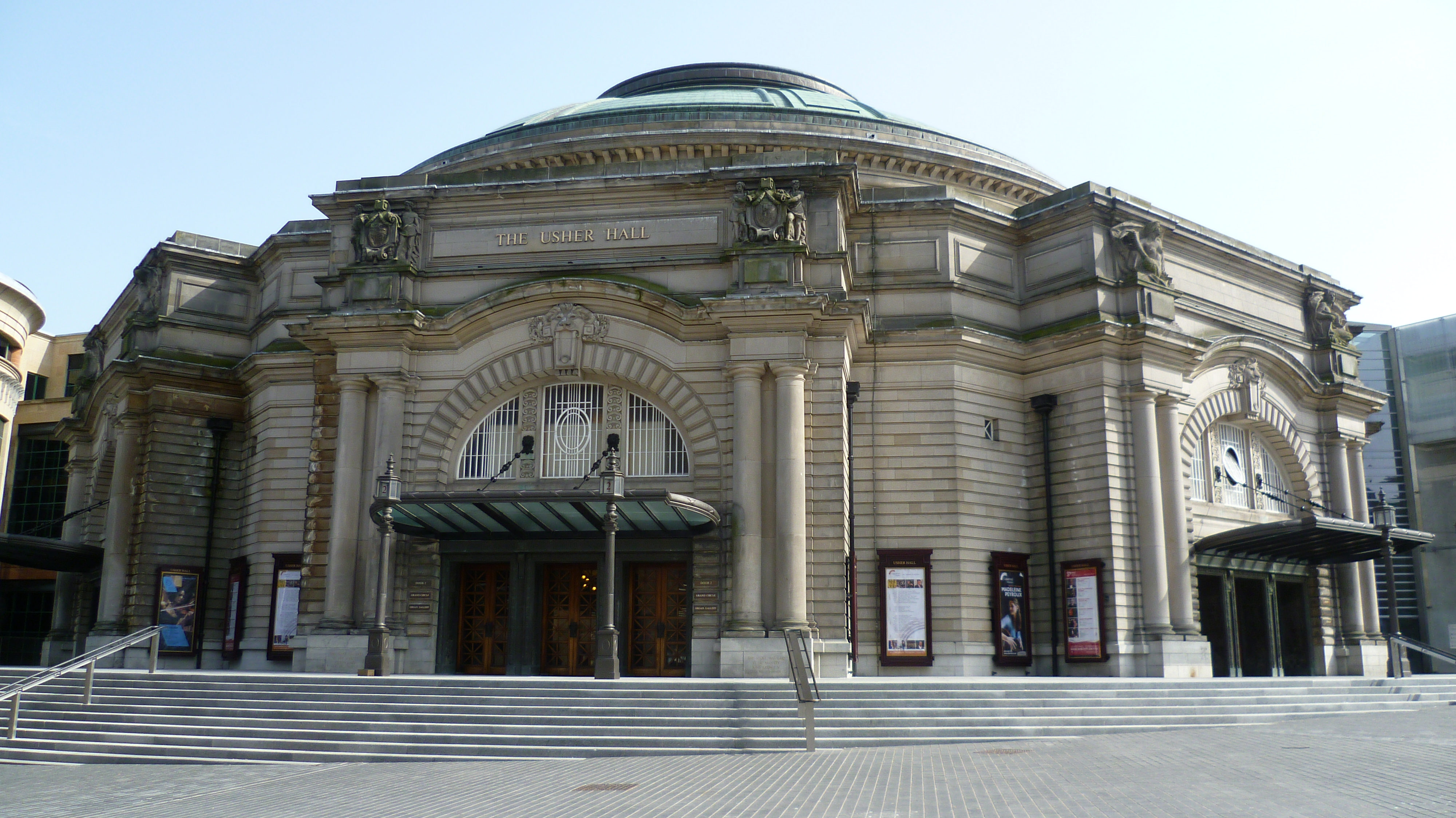
Usher Hall (Единбург), де проходило Євробачення 1972.
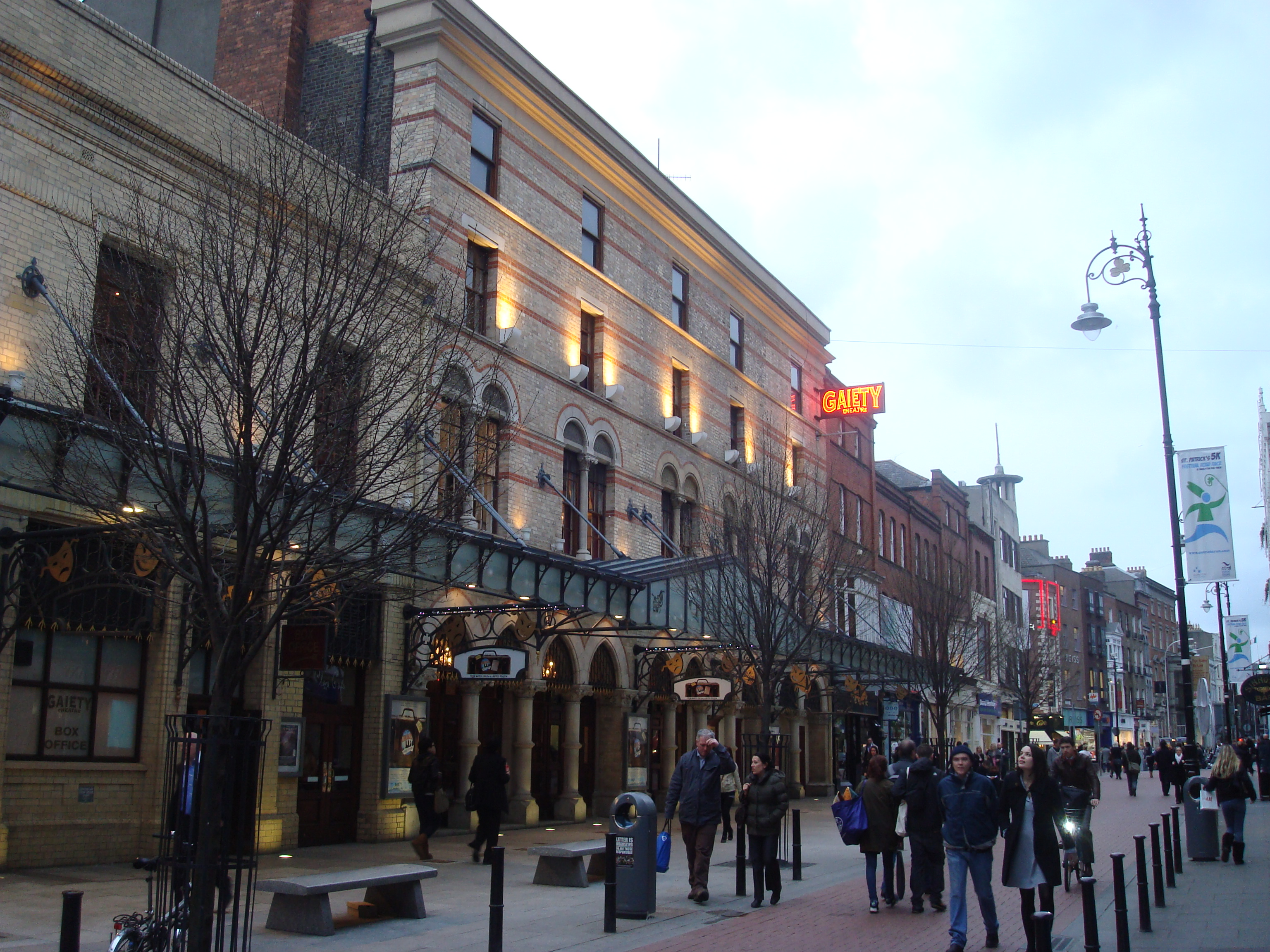
Gaiety Theatre (Дублін), де проходило Євробачення 1971.
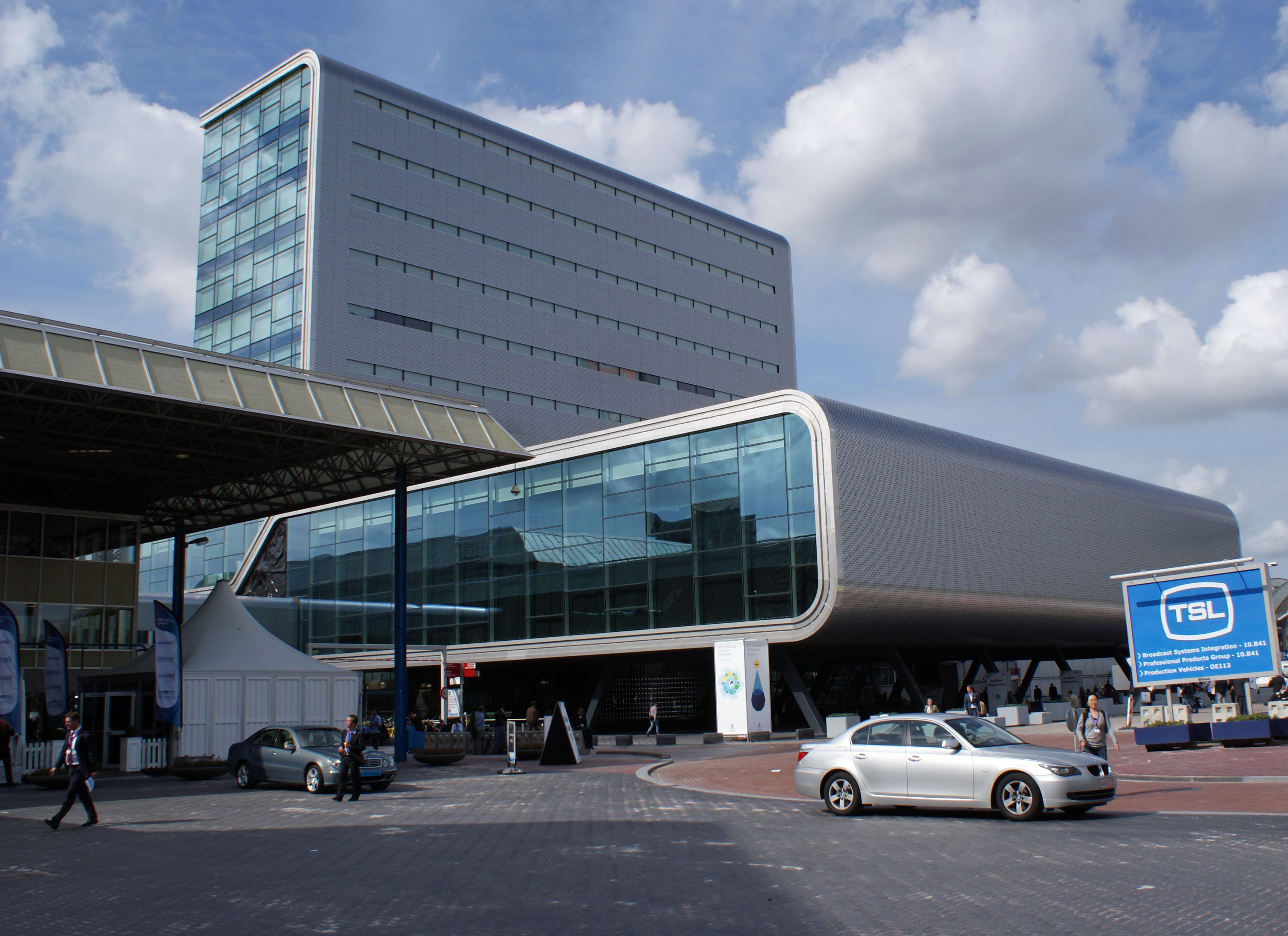
RAI Congrescentrum (Амстердам), де проходило Євробачення 1970.
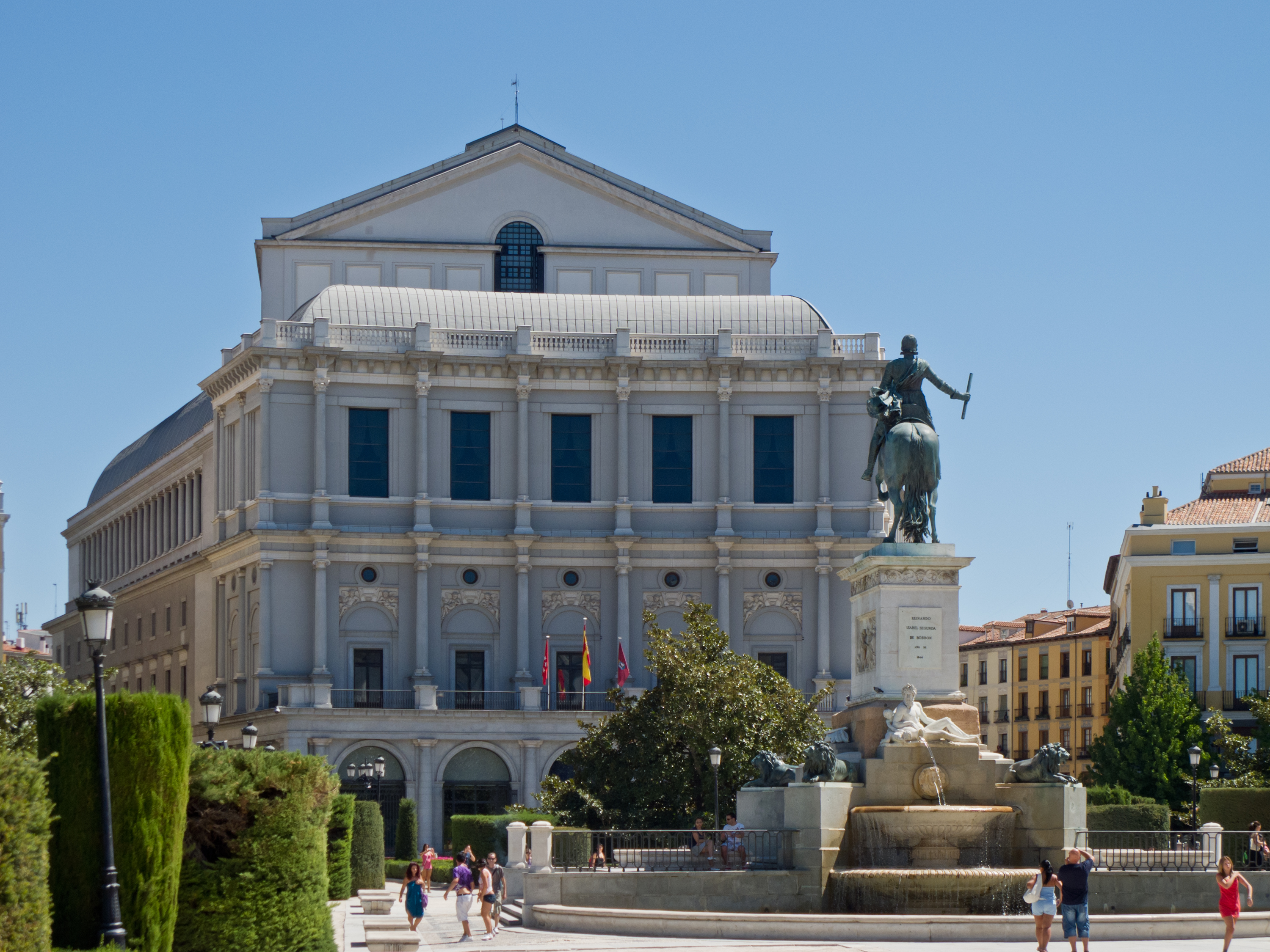
Teatro Real (Мадрид), де проходило Євробачення 1969.
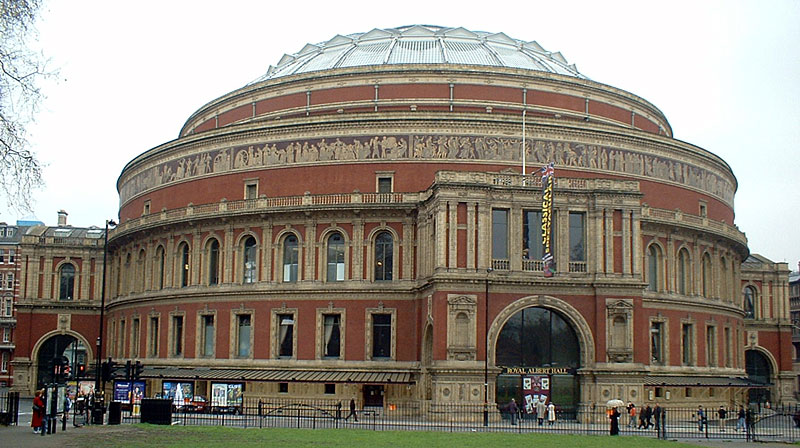
Royal Albert Hall (Лондон), де проходило Євробачення 1968.
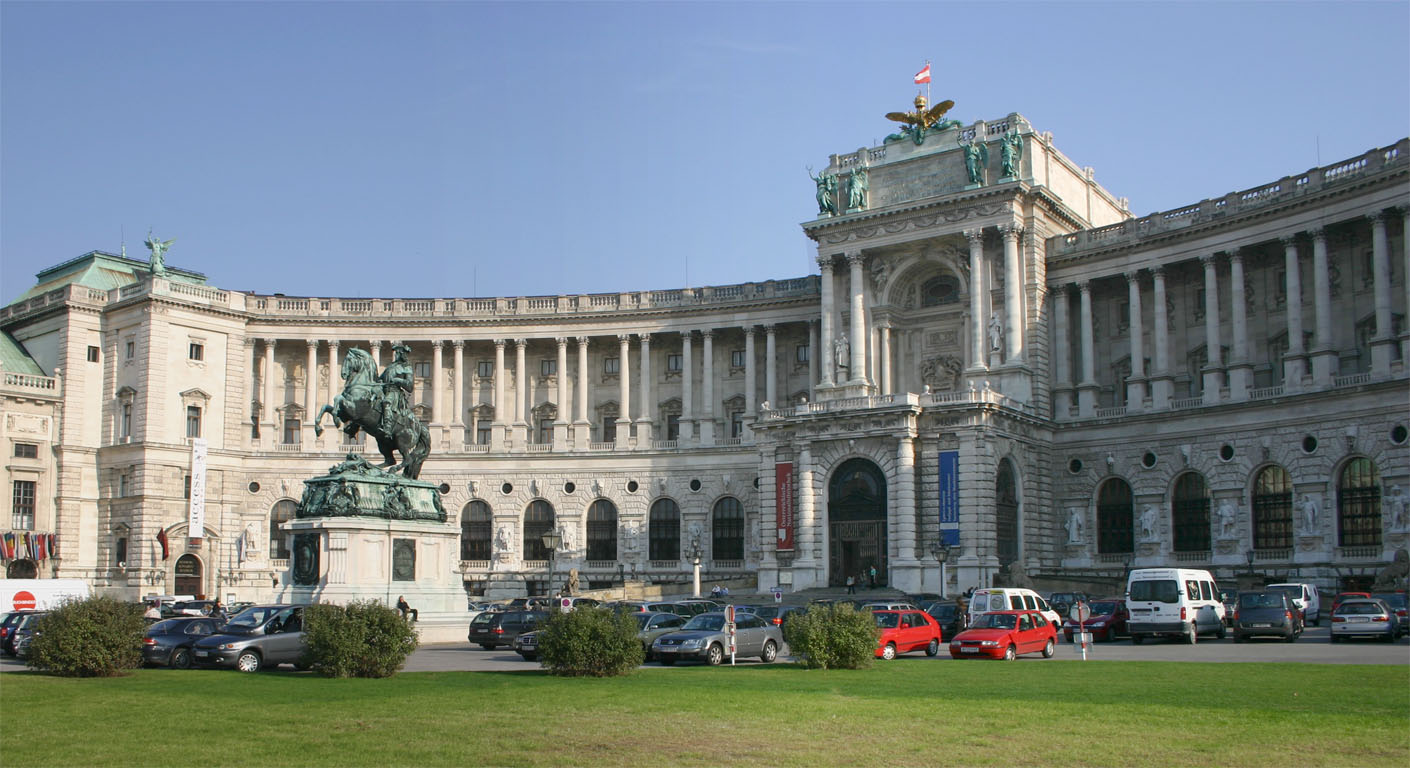
Wiener Hofburg (Відень), де проходило Євробачення 1967.
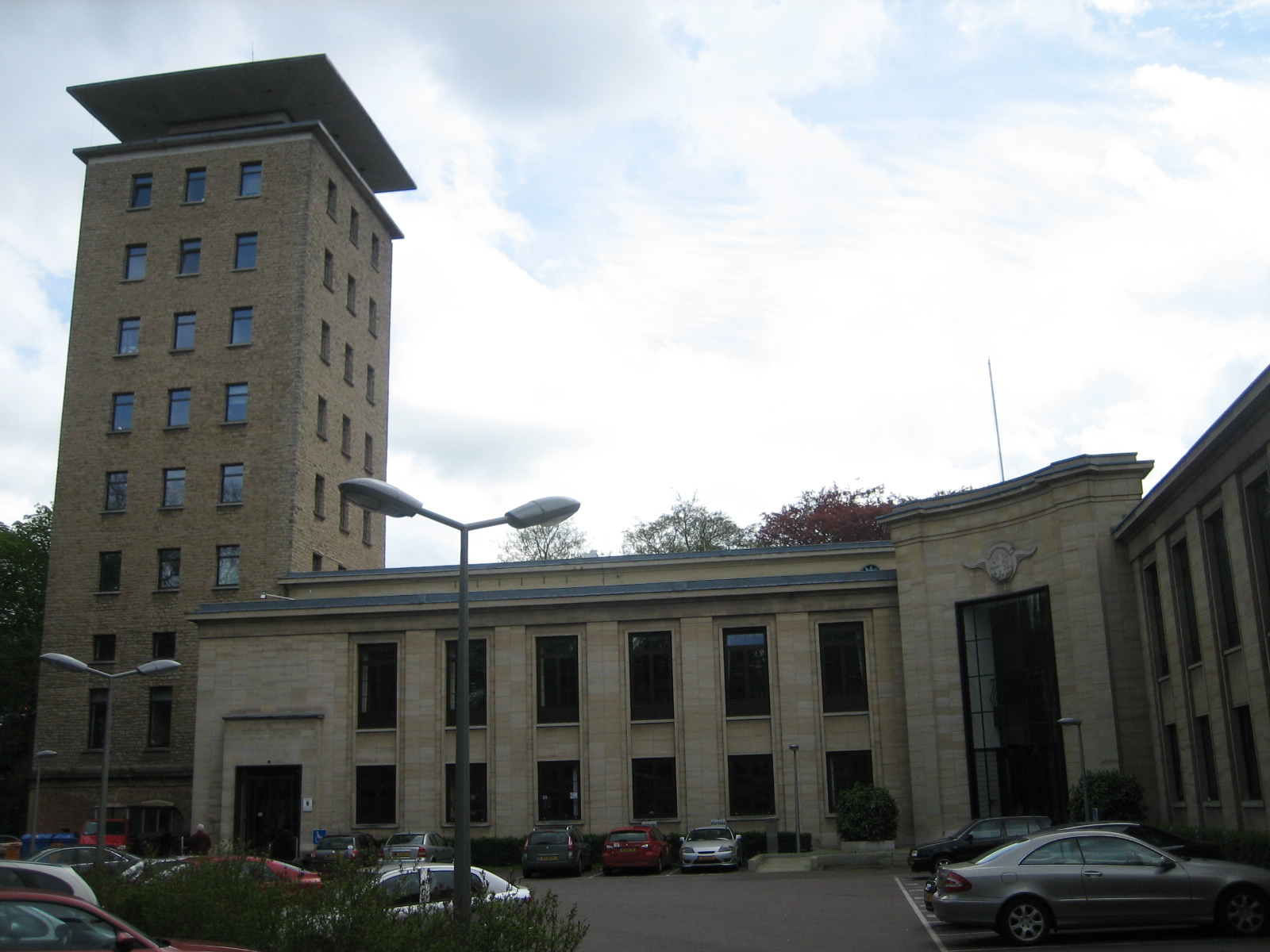
Villa Louvigny (Люксембург), де проходило Євробачення 1966 та Євробачення 1962.
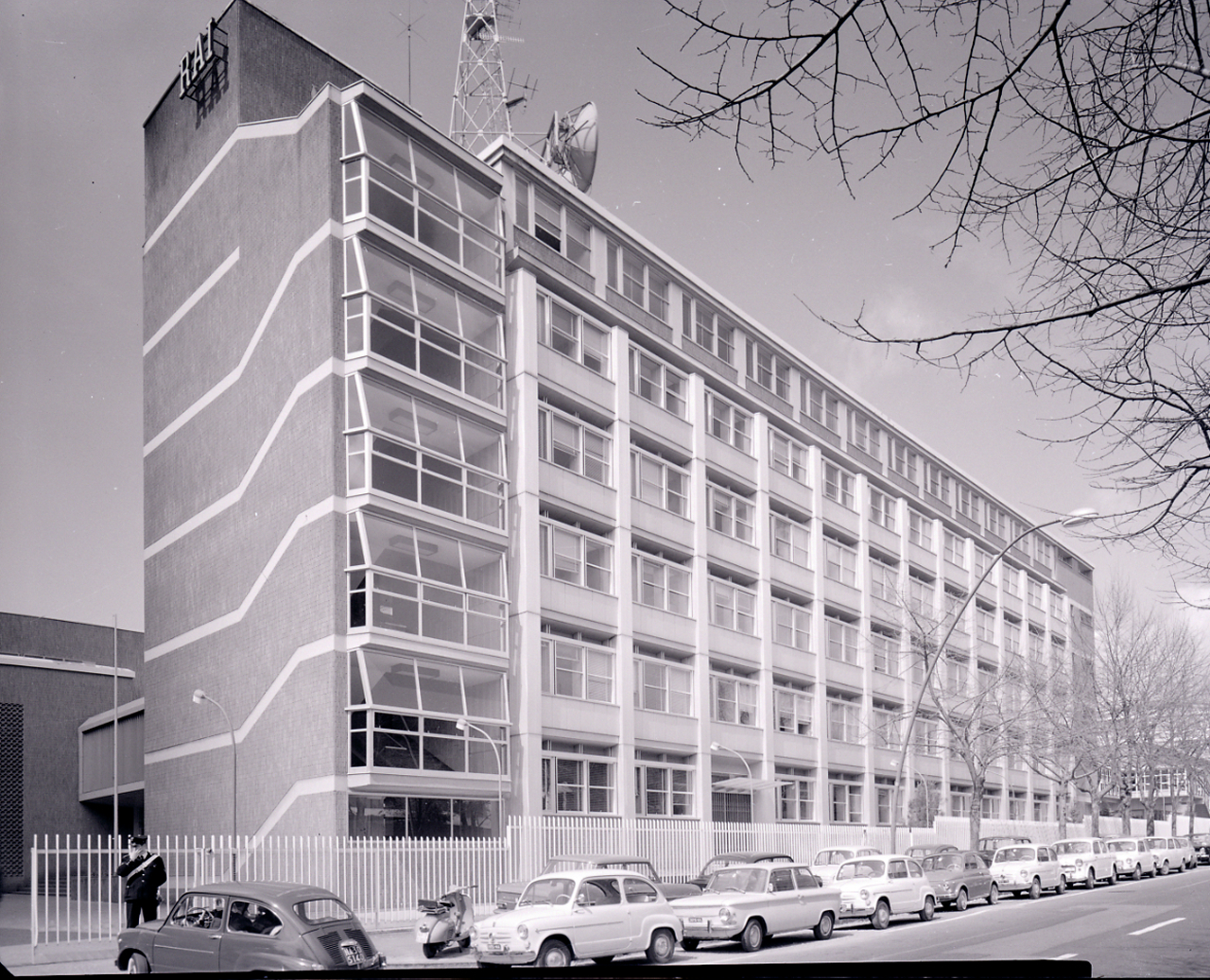
Sala di Concerto della RAI (Неаполь), де проходило Євробачення 1965.
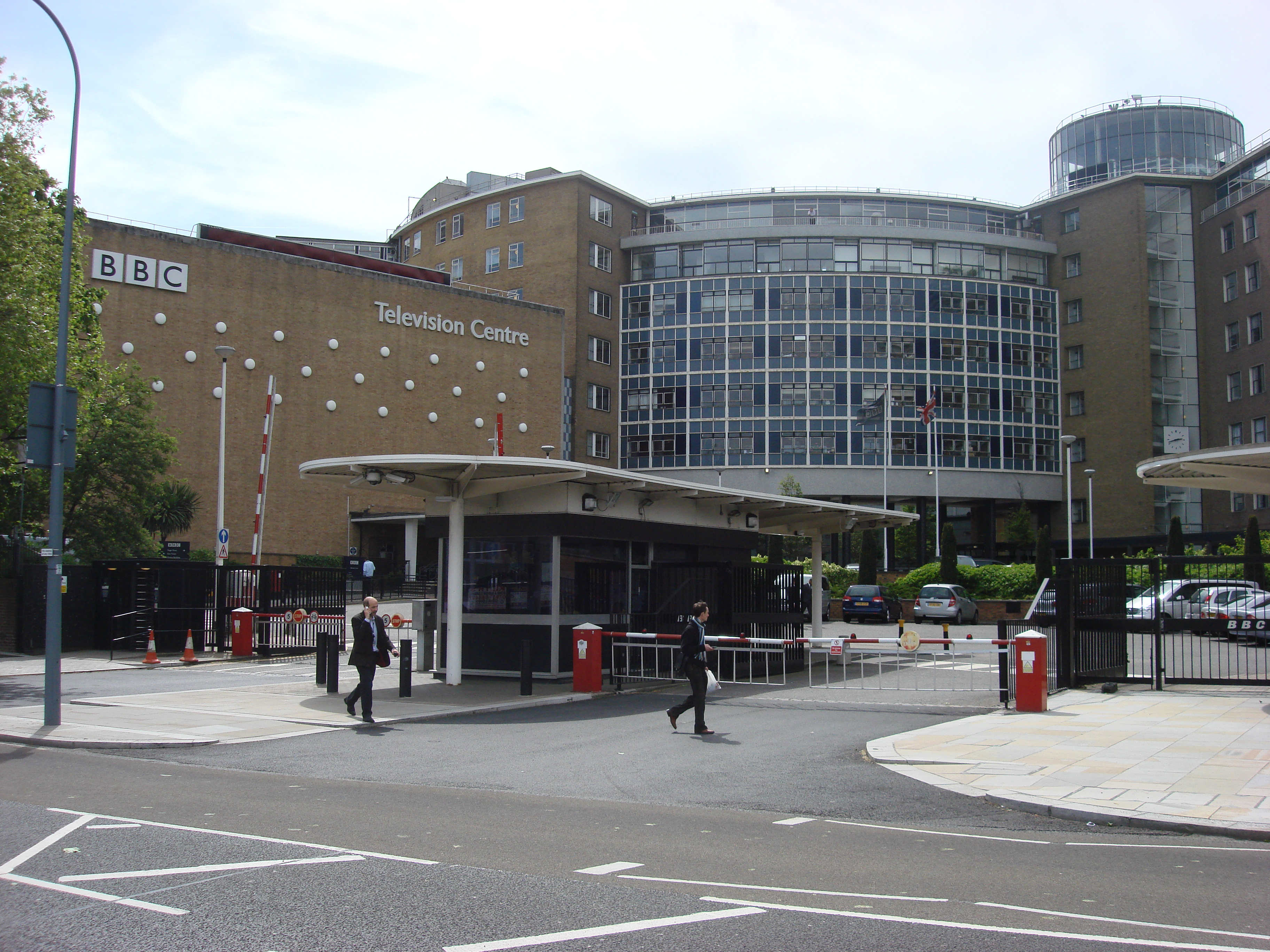
BBC Television Centre (Лондон), де проходило Євробачення 1963.
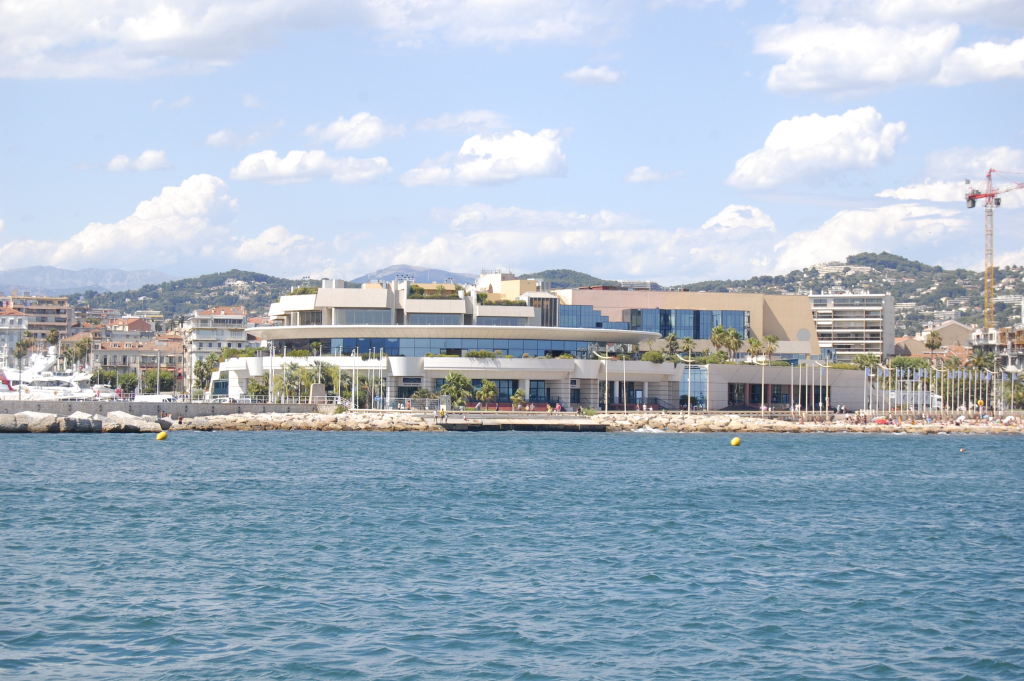
Palais des Festivals (Канни), де проходило Євробачення 1961 та Євробачення 1959.
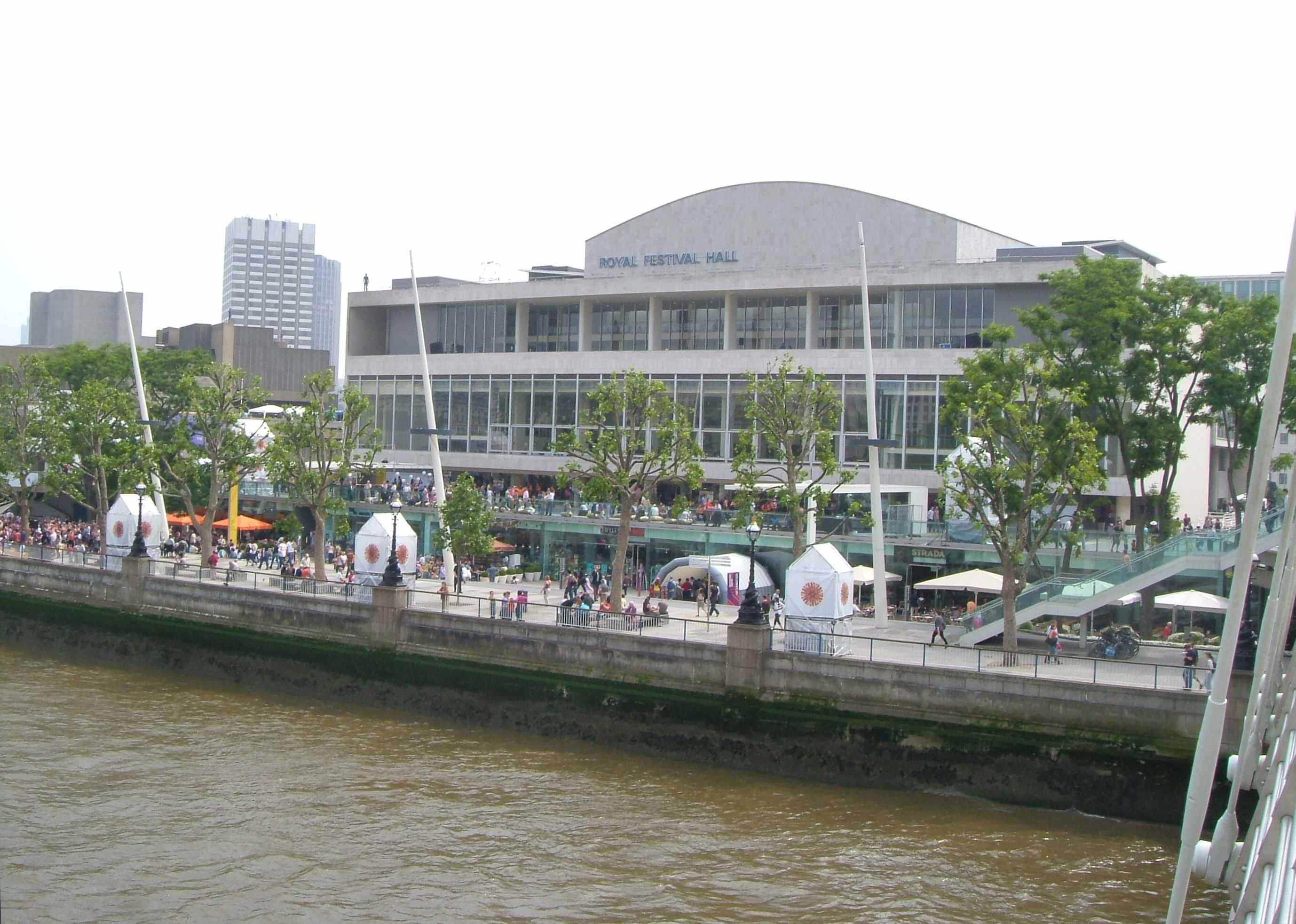
Royal Festival Hall (Лондон), де проходило Євробачення 1960.
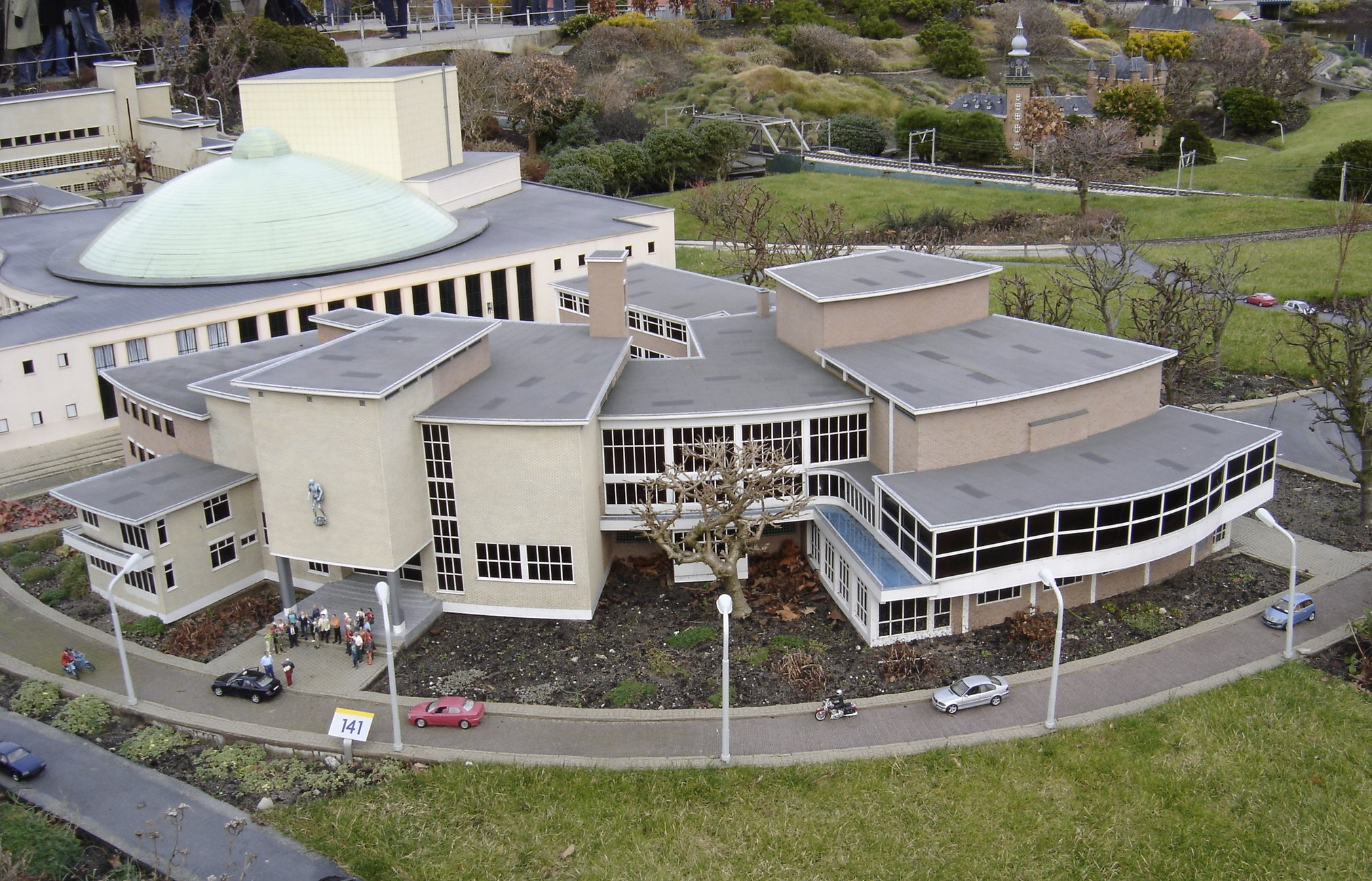
AVRO Studio (Гілверсум), де проходило Євробачення 1958.
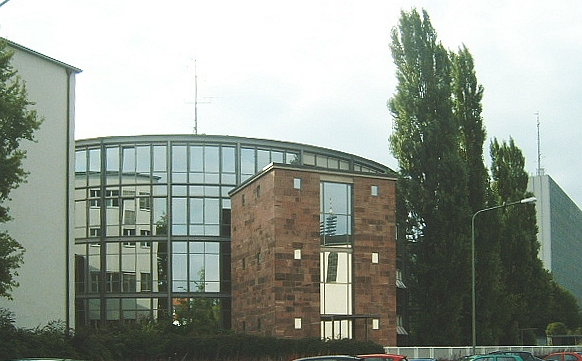
Großer Sendesaal (Франкфурт-на-Майні), де проходило Євробачення 1957.